# Caudan
Caudan (prononcé [kodɑ̃]) est une commune du département du Morbihan, dans la région Bretagne, en France.

## Géographie

### Situation
Caudan fait partie de la communauté d'agglomération Lorient Agglomération (nommée Cap L'Orient avant 2012).
| - Carte de la commune de Caudan et de ses environs. |

| Cléguer, Pont-Scorff | Calan    | Inzinzac-Lochrist |
| Quéven               | Caudan   | Hennebont         |
| Lorient              | Lanester | Kervignac         |

### Relief
Le finage de la commune possède à l'ouest et à l'est des frontières naturelles formées à l'ouest par le fleuve côtier Scorff (Ar Scorv) et son affluent le ruisseau de Kersalo, et à l'est par le Blavet (ar Blañwezh), autre fleuve côtier, et son affluent de rive droite le ruisseau de Kergonano.

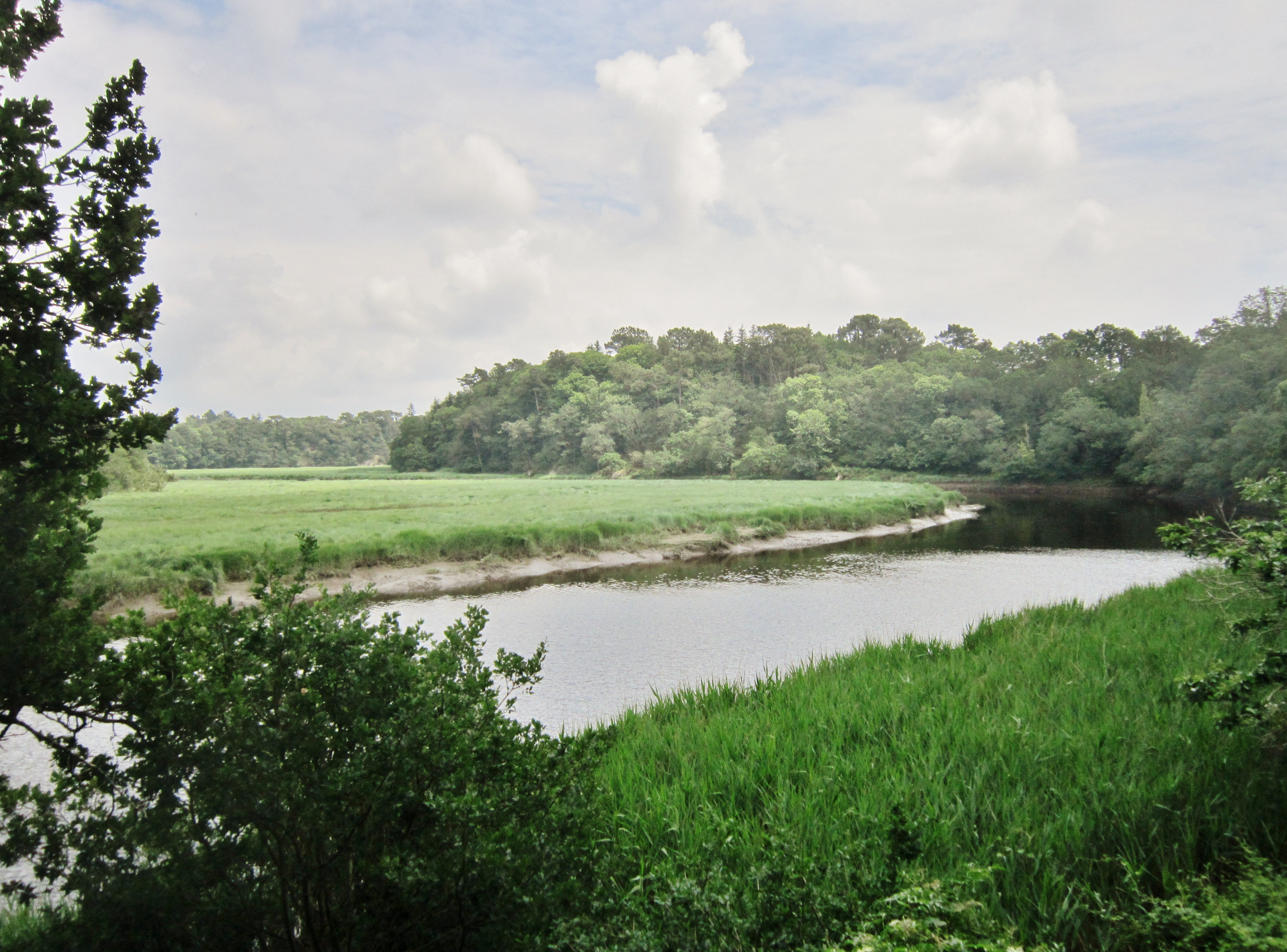
La ria du Scorff vue depuis la rive droite (à gauche de la photographie, la rive gauche côté Caudan et ses roselières à hauteur du hameau du Stumo).
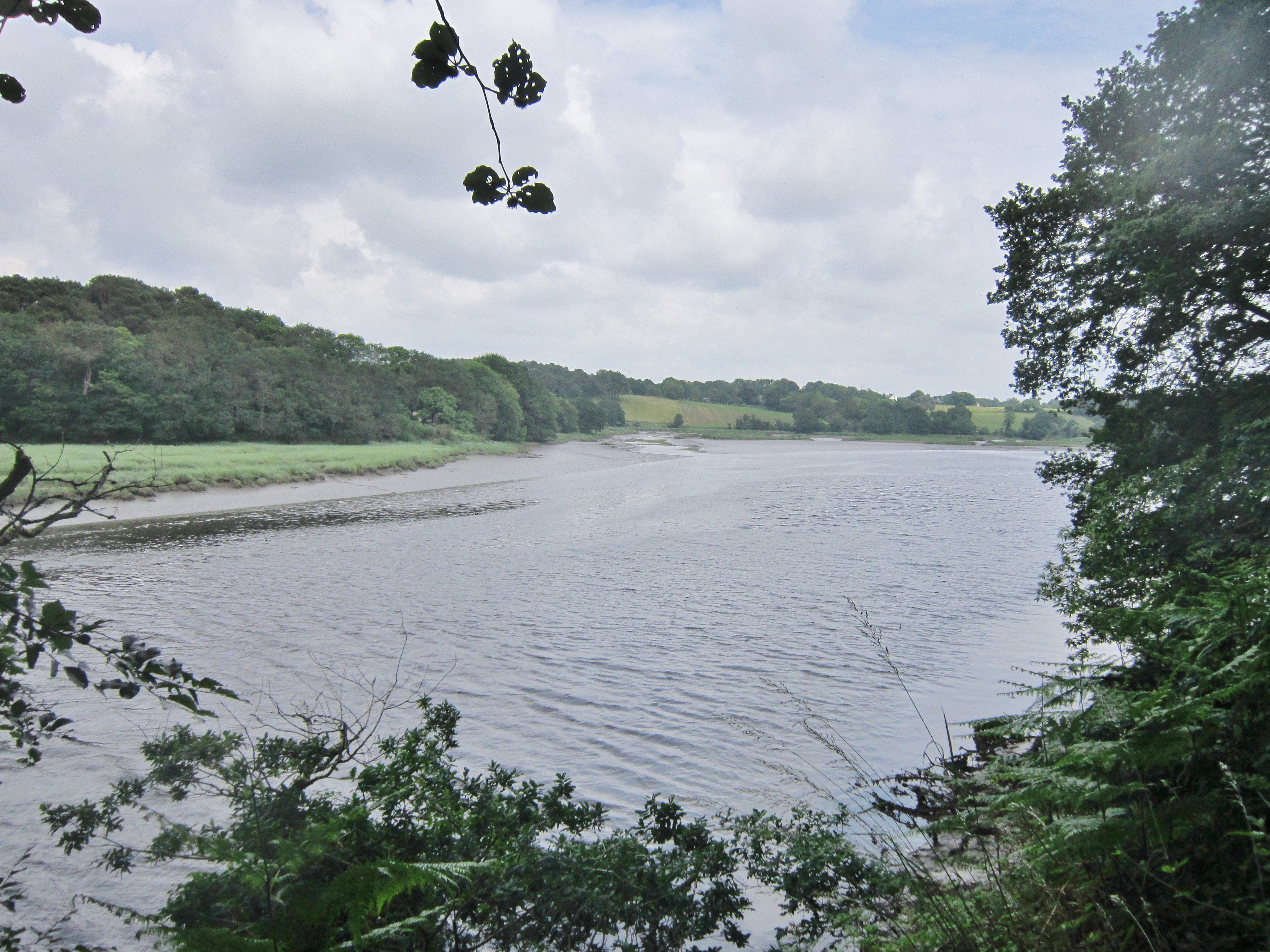
La ria du Scorff vue depuis la rive droite (à gauche de la photographie, la rive gauche côté Caudan à hauteur du hameau de Keradelys).
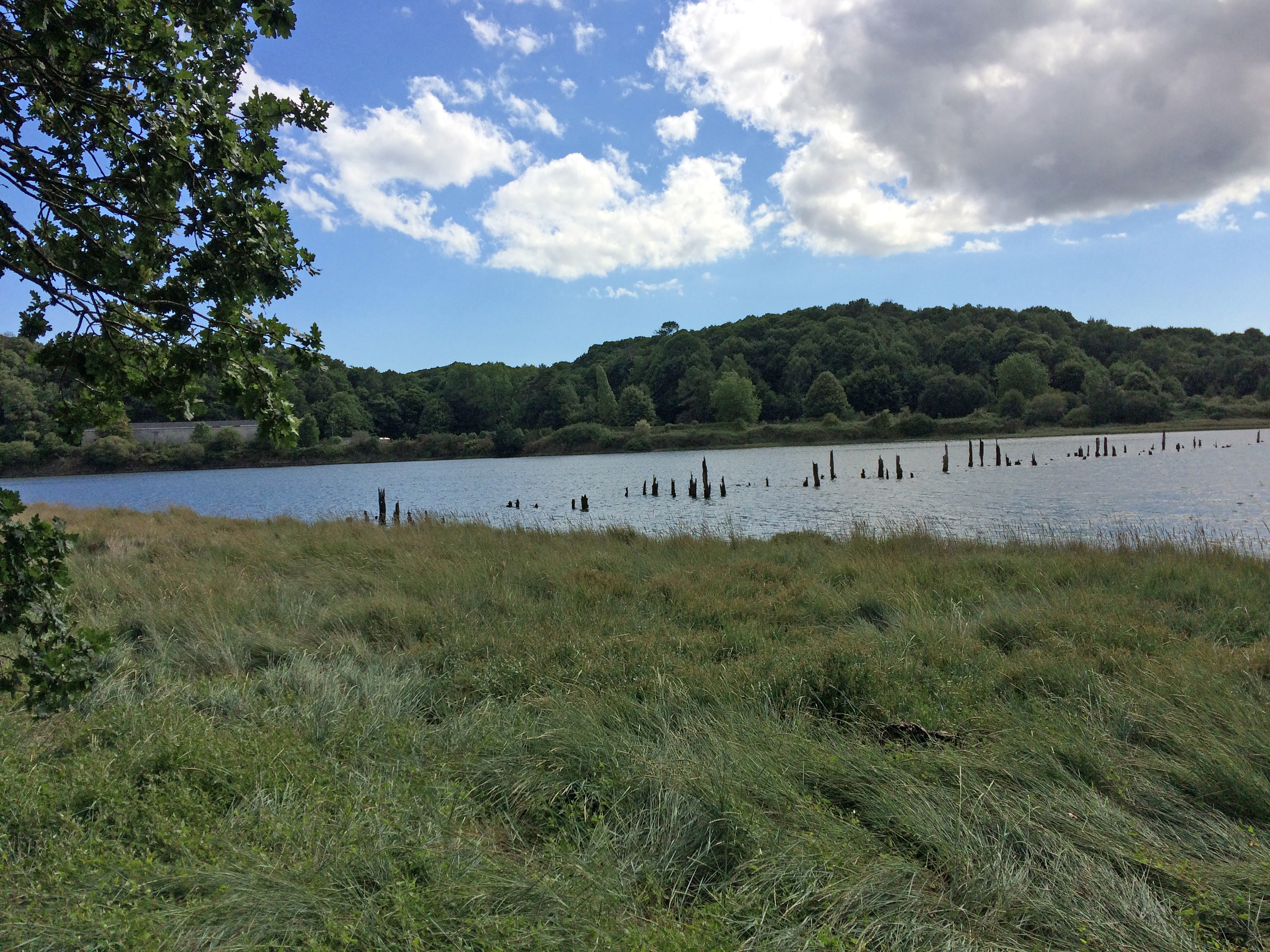
La ria du Scorff vue depuis la rive de Caudan avec les ruines du "Pont Brûlé" (à l'ouest de Kerfléau).
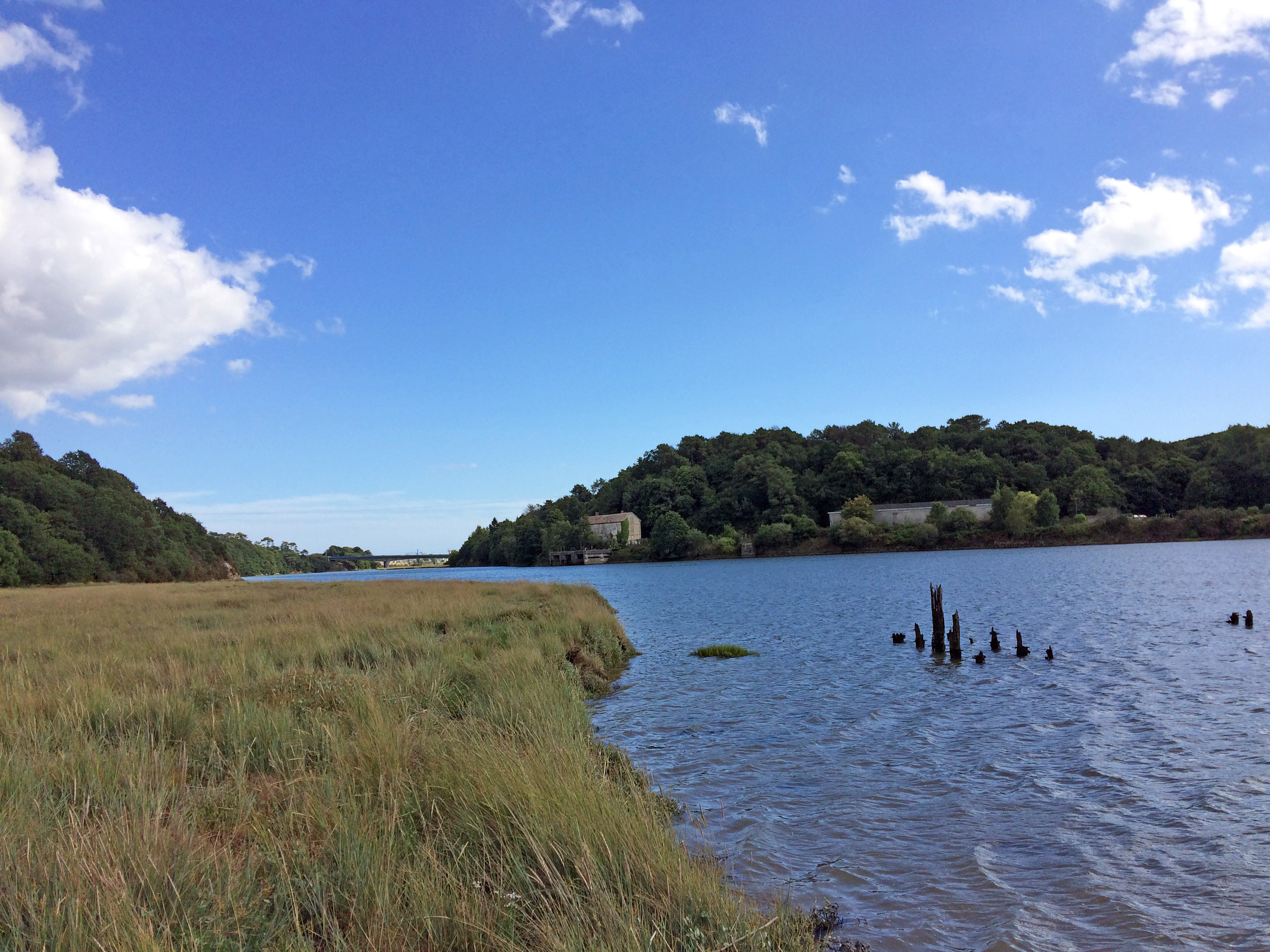
La ria du Scorff : vue vers l'aval depuis le "Pont Brûlé" : schorre au premier plan ; à l'arrière-plan les poudrières de Mentec (en Quéven) et au fond le pont du Sac'h (RN 165).

Le "Pont Brûlé" est un pont en bois construit par les Allemands en 1940 : il fut utilisé par les civils pendant l'Occupation pour passer entre Caudan et Quéven. Il fut brûlé par les Allemands au début du mois d'août 1944.

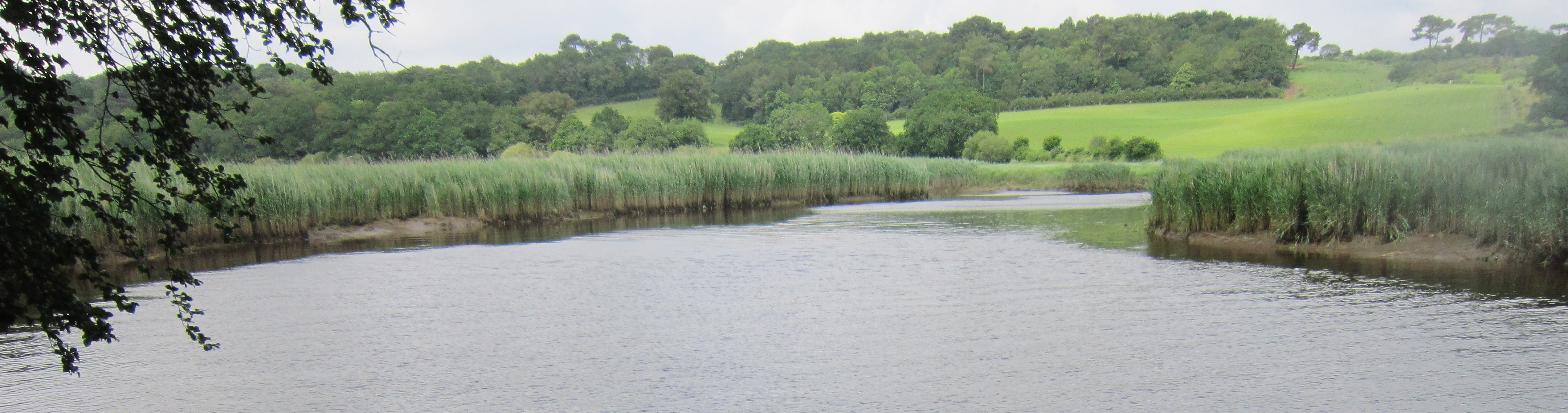
Roselières des deux rives de la ria du Scorff à hauteur de la chapelle Notre-Dame-de-Bon-Secours.

Le relief est constitué pour l'essentiel d'un plateau légèrement incliné vers le sud : les altitudes les plus élevées se trouvent dans la partie nord du territoire communal (83 mètres au nord-ouest, entre Mané Forn et Kercado, 81 mètres au nord-est au nord de Poteau Rouge) et s'abaissent jusqu'à cinq mètres dans l'angle sud-est du finage communal au niveau du petit étang de Kergostec, et même jusqu'à trois mètres seulement à l'extrême sud de la commune dans la partie méridionale de la zone d'activités de Kerpont Kerlo, à proximité du débouché du ruisseau du Plessis dans le marais de la Goden, situé en Lanester. À la limite ouest de la commune, l'altitude atteint même le niveau de la mer en bordure de la ria du Scorff, encaissée d'une bonne quarantaine de mètres par rapport au plateau avoisinant (qui atteint même 49 mètres près du hameau de Nelhouët) qui se termine sur la rive du Scorff par un dénivelé assez pentu qui forme un liseré boisé. L'estran du Scorff, qui découvre largement à marée basse, forme des marais maritimes recouverts de schorre (des roselières le plus souvent) à l'ouest des hameaux du Stumo et de Keradelys et de slikke à l'ouest du hameau du Scouhel et, nettement plus en aval, au sud du hameau de Pendreff, à proximité du promontoire boisé du Château du Diable, qui domine le Scoff d'une quinzaine de mètres.
Mais Caudan a perdu l'essentiel de sa façade maritime lors de la création de la commune de Lanester en 1909.

### Géologie
La géologie de la commune qui longe le Cisaillement sud-armoricain se divise comme suit :
| Roches métamorphiques | Roches magmatiques  | Roches magmatiques           |
| --------------------- | ------------------- | ---------------------------- |
| Gneiss et migmatites  | Granites d'anatexie | Granites de Guidel et Carnac |

La géologie de Caudan est presque exclusivement constituée de roches métamorphiques (micaschistes de la presqu'île de Rhuys, de l'estuaire de la Vilaine et du Pouldu), sauf l'extrême pointe orientale qui est constituée de roches magmatiques (leucogranites tardifs).

### Hydrographie
Pour un article plus général, voir Réseau hydrographique du Morbihan.
La commune est située dans le bassin Loire-Bretagne. Elle est drainée par le Scorff, le Kergonan, le Plessis et divers autres petits cours d'eau,.
Le Scorff, d'une longueur de 79 km, prend sa source dans la commune de Ploërdut et se jette  dans le Blavet en limite de Lorient et de Lanester, après avoir traversé 18 communes. 
Le Kergonan, d'une longueur de 10 km, prend sa source dans la commune de Calan et se jette  dans le Blavet à Hennebont, après avoir traversé cinq communes. 
Le Plessis, d'une longueur de 12 km, prend sa source dans la commune  et se jette  dans l'Océan Atlantique au niveau de Lanester. 

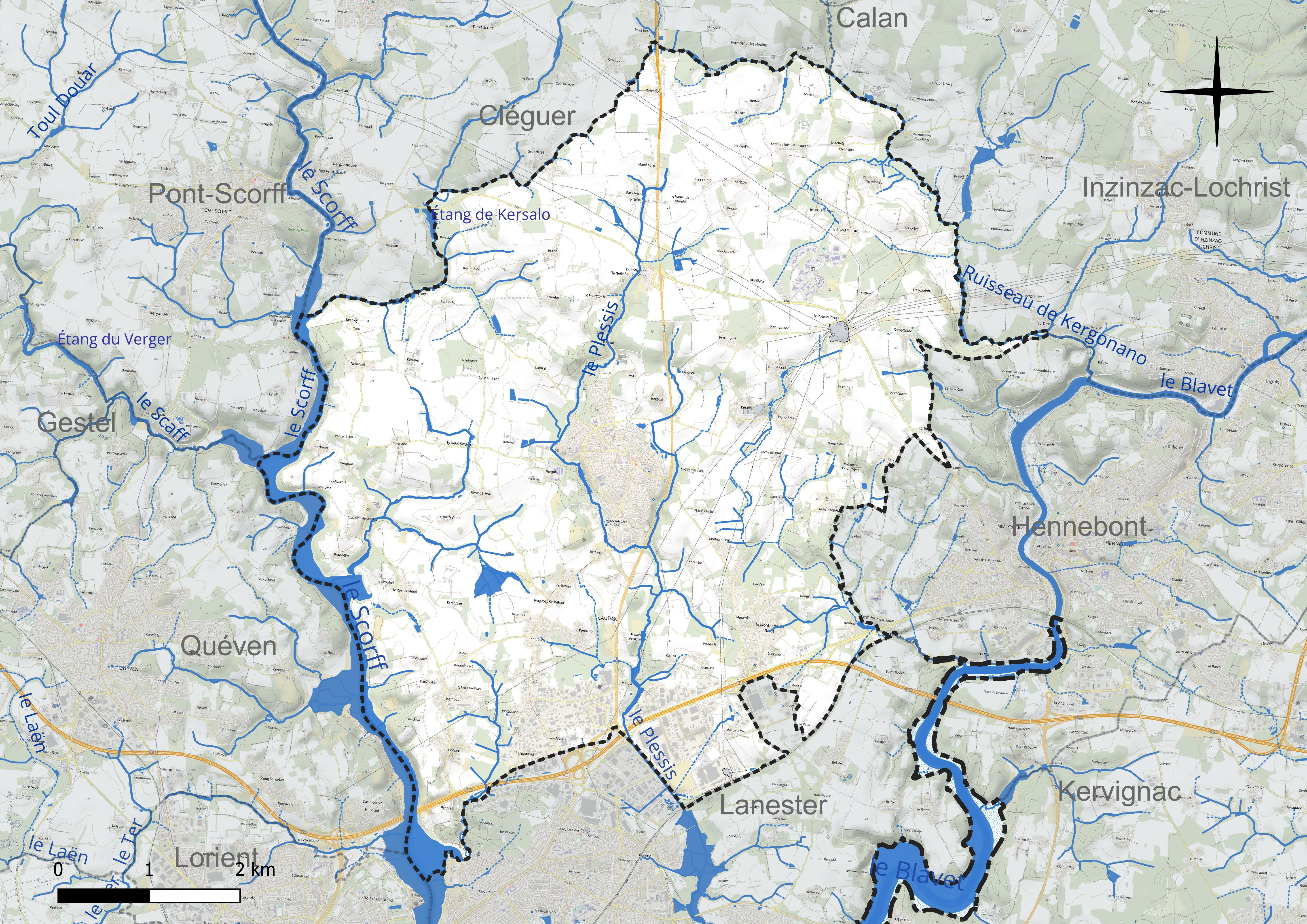
Réseau hydrographique de Caudan.

Un plan d'eau complète le réseau hydrographique : l'étang de Kersalo, d'une superficie totale de 2,3 ha (0 ha sur la commune),.

### Climat
Pour des articles plus généraux, voir Climat de la Bretagne et Climat du Morbihan.
En 2010, le climat de la commune est de type climat océanique franc, selon une étude du CNRS s'appuyant sur une série de données couvrant la période 1971-2000. En 2020, Météo-France publie une typologie des climats de la France métropolitaine dans laquelle la commune est exposée à un climat océanique et est dans la région climatique  Bretagne orientale et méridionale, Pays nantais, Vendée, caractérisée par une faible pluviométrie en été et une bonne insolation. Parallèlement l'observatoire de l'environnement en Bretagne publie en 2020 un zonage climatique de la région Bretagne, s'appuyant sur des données de Météo-France de 2009. La commune est, selon ce zonage, dans la zone « Intérieur », exposée à un climat médian, à dominante océanique.
Pour la période 1971-2000, la température annuelle moyenne est de 11,8 °C, avec une amplitude thermique annuelle de 11,4 °C. Le cumul annuel moyen de précipitations est de 974 mm, avec 14,4 jours de précipitations en janvier et 7 jours en juillet. Pour la période 1991-2020, la température moyenne annuelle observée sur la station météorologique la plus proche, située sur la commune de Quéven à 6 km à vol d'oiseau, est de 12,2 °C et le cumul annuel moyen de précipitations est de 943,3 mm,. Pour l'avenir, les paramètres climatiques de la commune estimés pour 2050 selon différents scénarios d’émission de gaz à effet de serre sont consultables sur un site dédié publié par Météo-France en novembre 2022.

## Urbanisme

### Typologie
Au 1er janvier 2024, Caudan est catégorisée ceinture urbaine, selon la nouvelle grille communale de densité à sept niveaux définie par l'Insee en 2022.
Elle appartient à l'unité urbaine de Lorient, une agglomération intra-départementale regroupant six  communes, dont elle est une commune de la banlieue,,. Par ailleurs la commune fait partie de l'aire d'attraction de Lorient, dont elle est une commune de la couronne,. Cette aire, qui regroupe 31 communes, est catégorisée dans les aires de 200 000 à moins de 700 000 habitants,.
La commune, bordée par l'océan Atlantique, est également une commune littorale au sens de la loi du 3 janvier 1986, dite loi littoral. Des dispositions spécifiques d’urbanisme s’y appliquent dès lors afin de préserver les espaces naturels, les sites, les paysages et l’équilibre écologique du littoral, tel le principe d'inconstructibilité, en dehors des espaces urbanisés, sur la bande littorale des 100 mètres, ou plus si le plan local d’urbanisme le prévoit.

### Occupation des sols

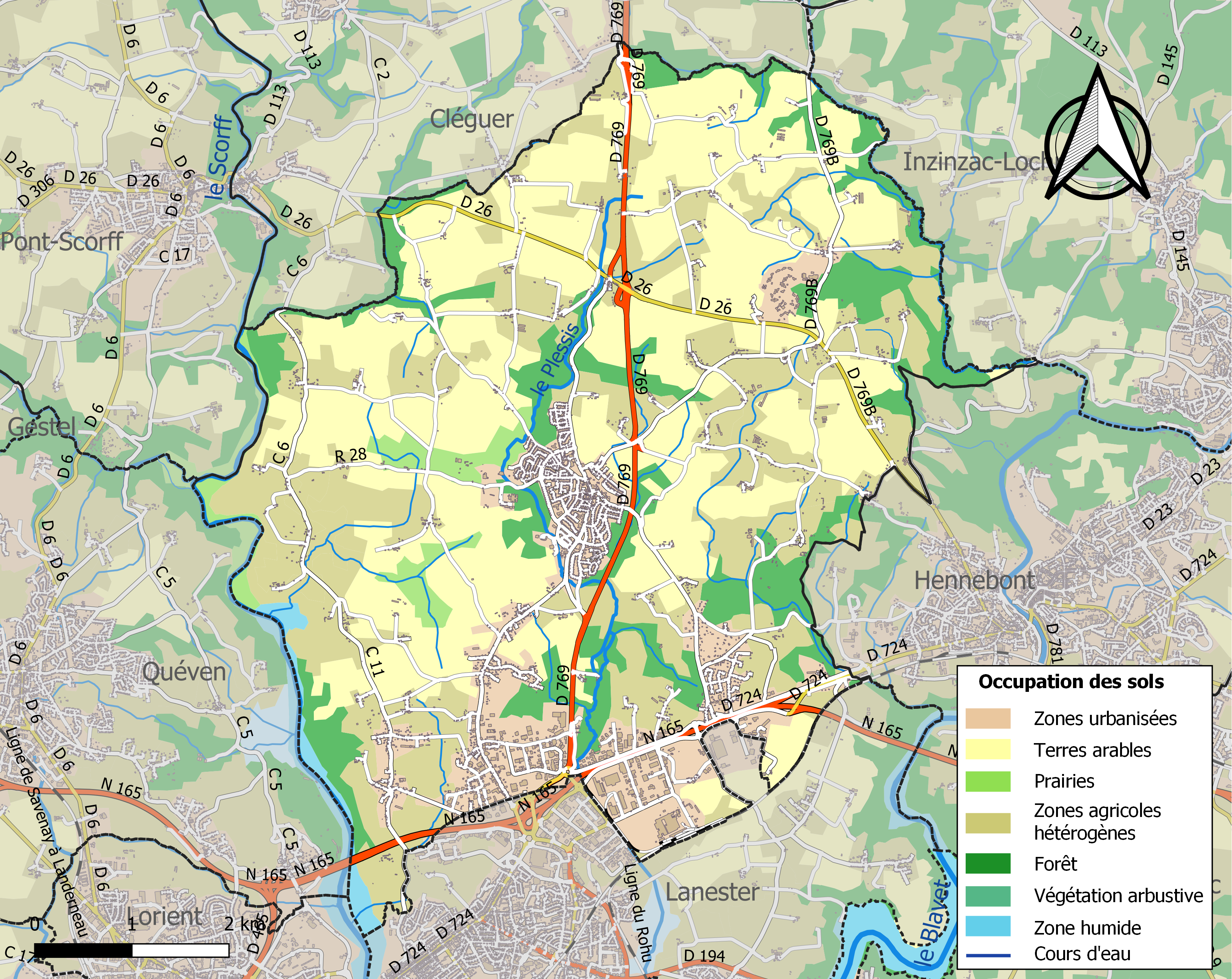
Carte des infrastructures et de l'occupation des sols de la commune en 2018 (CLC).

Le tableau ci-dessous présente l' occupation des sols de la commune en 2018, telle qu'elle ressort de la base de données européenne d’occupation biophysique des sols Corine Land Cover (CLC).
| Type d’occupation                                                                   | Pourcentage | Superficie (en hectares) |
| ----------------------------------------------------------------------------------- | ----------- | ------------------------ |
| Tissu urbain discontinu                                                             | 7,1 %       | 301                      |
| Zones industrielles ou commerciales et installations publiques                      | 6,0 %       | 253                      |
| Réseau routier et ferroviaire et espaces associés                                   | 0,8 %       | 32                       |
| Terres arables hors périmètres d'irrigation                                         | 39,6 %      | 1674                     |
| Prairies et autres surfaces toujours en herbe                                       | 2,0 %       | 86                       |
| Systèmes culturaux et parcellaires complexes                                        | 25,9 %      | 1094                     |
| Surfaces essentiellement agricoles interrompues par des espaces naturels importants | 5,0 %       | 210                      |
| Forêts de feuillus                                                                  | 13,0 %      | 549                      |
| Forêts mélangées                                                                    | 0,6 %       | 25                       |
| Estuaires                                                                           | 0,1 %       | 2,5                      |
| Source : Corine Land Cover                                                          |             |                          |

## Toponymie
Attestée sous la forme Cauden en 1411.
Le nom breton de la commune est officiellement Kaodan, mais les locaux disent [kwɛˈdan]. Ce qui s'écrirait alors Koedann et fait penser au verbe koada (action de boiser, planter des arbres) se disant koédein en vannetais, le dialecte pratiqué à Caudan. Il fait aussi penser au mot Koed Dann, soit le bois de chênes rouvres ou la Rouvraie. Il existe pour preuve quelques lieux-dits nommés Couëdan, comme à Sévignac, Pleugueneuc, Plessé, Pleugriffet ou Plélan-le-Grand ou Coët-Dan à Naizin et Coat-Tan à Brest.
Selon certains, Caudan qui vient du breton « Kaodan », dériverait d'un nom de personnage ou d'un saint issu de l'immigration de l'île de Bretagne au cours du Ve siècle.
- Soit saint Cado / Cadou / Cadoan/ Cadwan, (né vers 522 - mort vers 577 à Bannaventa) moine fondateur de l'abbaye de Llancarfan au Pays de Galles, fils de saint Gwynllyw, roi de Glamorgan, et de sainte Gwladys, sœur de sainte Ninnoc qui fonda le premier monastère de femmes en Armorique, Lannénec à Ploemeur. Il fut ermite à l'île de Saint-Cado (Morbihan) - patron des lutteurs de Gouren du fait la signification de son nom : Cad signifie « combat » en breton[22].
- Soit saint Cadfan (sanctus Catamanus en latin), fils de Eneas Ledewig et sainte Gwenn Teirbron (fille du roi Budic II) né en Bretagne ; demi-frère de saint Guethenoc, saint Jacut, saint Gwénolé, et sainte Clervie, enfants de saint Fragan, premier époux de sainte Gwenn Teirbron. Il fonda des monastères dans le Finistère et en Côtes-d'Armor avant de prendre la tête d'une compagnie de missionnaires à l'ouest du Pays de Galles avec saint Conan, saint Llywen, saint Sulien et saint Mael entre autres. Il fonda un monastère à Tywyn sur la côte ouest du Gwynedd et sur l'île Bardsey (Ynys Enlli) en 546. Il décéda un 1er novembre au VIe siècle. Ses reliques furent translatées de l'île Bardsey à la cathédrale de Llandaff. Il est aussi connu sous le nom de saint Caduan, à Poullan-sur-Mer dans l'église Saint-Cadoan ou au lieu-dit Boscadouen (Bot Cadoan, soit la demeure de Cadoan) non loin de Gourin. Il y avait une église Saint-Caduan à Brasparts.

## Transports en commun
La commune de Caudan est desservie par le réseau CTRL :
| Ligne | 11  |  | Cléguer - La Croix Rouge ↔ Caudan ↔ Lorient - Port de Pêche         |
| Ligne | 14  |  | Inzinzac-Lochrist - Mané Bihan ↔ Caudan ↔ Lorient - Gare d'échanges |
| Ligne | 100 |  | Caudan - Hôpital Charcot ↔ Caudan - Mairie                          |
| Ligne | 111 |  | Lanester - Parc des expositions ↔ desserte des zones d'activités    |

## Histoire

### Préhistoire

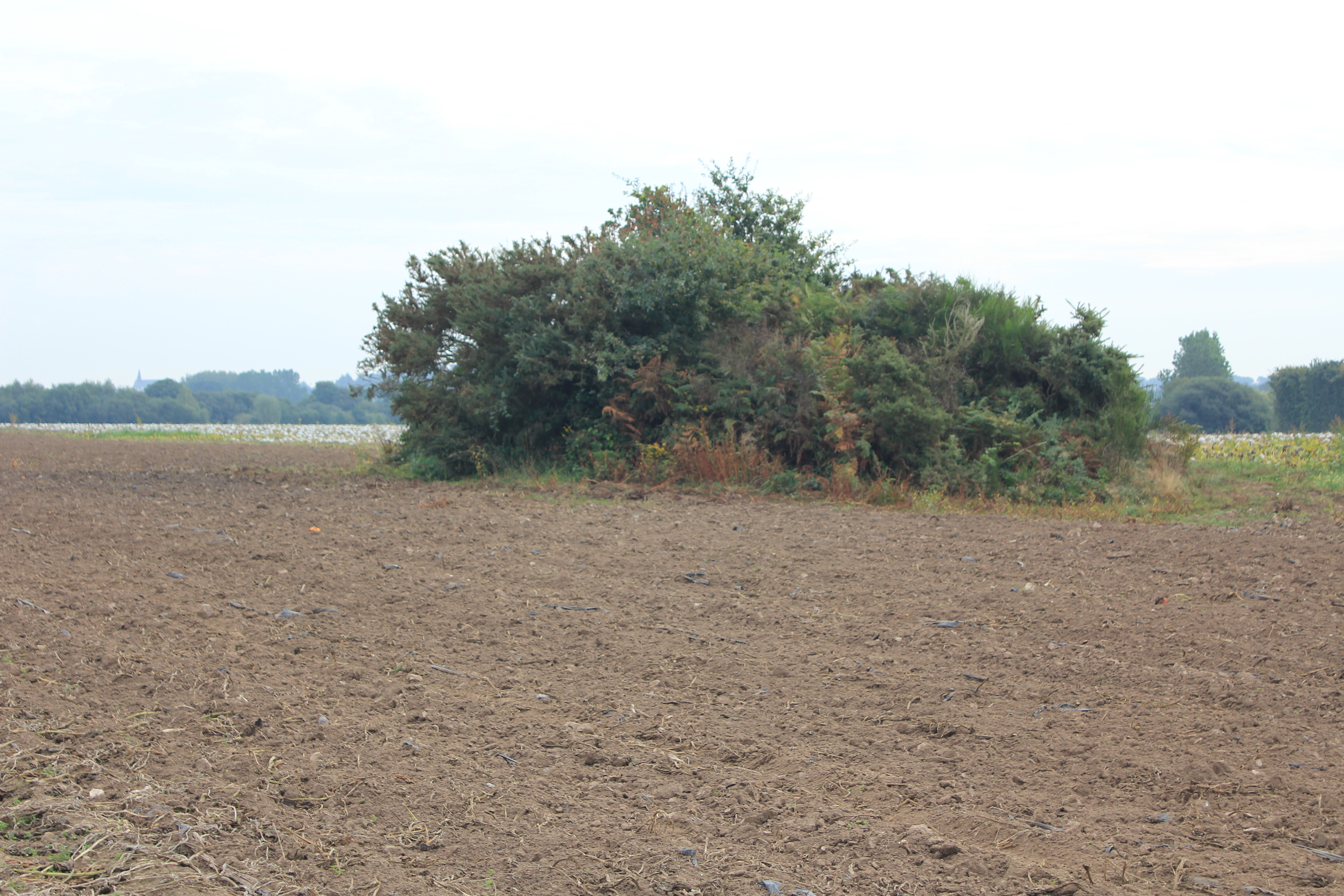
Dolmen de Nelhouët sous la végétation (entretien inexistant depuis plusieurs années) vue depuis le nord-ouest.

Plusieurs monuments mégalithiques ont été répertoriés :
- un tumulus et un dolmen à couloir et à chambre circulaire de 5 m de diamètre au Nelhouët. Les dimensions du monument sont basées sur des multiples de 0,30 m[24]. On y a mis au jour en 1898 une plaque d'ardoise de 11 cm sur 2,6 cm percée aux deux extrémités et six poteries d'argile de forme sphérique, apodes et à une oreille-bouton. De teinte généralement rouge-brun à acajou, l'une d'elles est ornée de quatre bandes à six rayures exécutées à la roulette dentée[24] ;
- un dolmen à éléments de quartz appelé Ty Neuziganed  au Lainmat, fouillé en 1822, qui comportait une sépulture adventice de la période du Hallstatt recelant une ciste (récipient contenant des objets de soin et de toilette ou des offrandes destinées aux dieux) en bronze à cordons avec poignée en fer. Cet objet dort dans une collection privée. Le dolmen n'existe plus ;
- un dolmen à couloir dégradé dont la chambre mesure 2,50 mètres sur 3 au Mané Guillo près de Coëtforn Bihan ;
- un dolmen à Kerloret (propriété privée) ;
- un dolmen à Saint-Coner avec trois dalles visibles ;
- un tumulus de l'âge du bronze à Locoyarn-Bihan ;
- une allée couverte à Kerblaye au Park Mezenn, détruite dans les années 1970.

### Sous l'Empire romain
L'époque romaine nous a laissé les vestiges d'un camp romain à Kério, de la voie romaine reliant Vannes et Quimper.

### Période des migrations bretonnes en Armorique
Saint Gwenaël décède vers 590 dans le monastère qu'il a fondé à la pointe de Caudan.
(désormais en Lanester).

### AuXesiècle, invasions et occupation viking
Dès la fin du IXe siècle, la Bretagne subit une série d'incursions Vikings. L'autorité des rois bretons s'effondre et nombre de seigneurs s'exilent auprès du roi d'Angleterre Æthelstan. En 966, par crainte des Scandinaves, les reliques de saint Gwenaël (successeur de saint Guénolé à l'abbaye Saint-Guénolé de Landévennec et décédé en son monastère de Caudan vers 590) quittent la cathédrale de Vannes (où elles étaient depuis 925), à destination de Courcouronnes et Corbeil, où elles sont vénérées jusqu'à la Révolution au prieuré Saint-Guénault. Cette église fut d'abord une collégiale fondée pour l'accueil des reliques bretonnes par le comte Haymon de Corbeil. Le roi Louis VI le Gros transmet en 1134 tous les droits liés à cette église à l'abbaye Saint-Victor de Paris qui en fait un prieuré d'importance recevant de la reine Blanche de Castille en 1255 une épine de la Sainte Couronne. Guéthénoc, évêque de Vannes jusqu'en 1222, obtient la majeure partie des reliques. Dès 1350, une partie de la tête du saint est exposée dans la cathédrale de Vannes. En 1660, Charles II de Rosmadec évêque de Vannes reçoit une portion de ses reliques ; un tombeau est alors élevé dans le transept sud de la cathédrale pour les recueillir. Pendant la Révolution, les reliques conservées à Corbeil sont brûlées et celles honorées à Vannes sont perdues lors de l'inventaire du 24 septembre 1793 qui emporte entre autres le reliquaire du chef de saint Gwenaël pour le remettre au bureau des Messageries de Vannes, chargé d'expédier la collecte des métaux religieux à la Monnaie de Nantes pour y être fondus et transformés en monnaie. Le 7 brumaire an II (28 octobre 1793) le district envoie à Prieur de La Marne 138 marcs d'argent provenant des bustes et chasse de saint Vincent Ferrier et de saint Guénaël.
Une relique parcellaire a subsisté à Landévennec, et une autre dans le reliquaire d'argent donné par Blanche de Bretagne aux Dominicains de Quimperlé (ancienne abbaye Blanche ou couvent de La Retraite)
Au début du XIe siècle, l'abbaye de Rhuys compte le prieuré de Caudan (qui perd le statut de monastère avec les destructions normandes) parmi ses possessions.

### Origines et empreintes catholiques du territoire
Caudan est une paroisse primitive. À Caudan, il convient de rattacher Saint-Caradec-Hennebont qui en fut soustraite avant le XIIIe siècle, tout comme Cléguer. Lanester fut détachée de Caudan au début du XXe siècle. Caudan est l'une des plus anciennes paroisses du Morbihan, elle était divisée en onze frairies :
- Le Bourg sous le patronage de Notre-Dame de La Croix ;
- Penhoet (signifiant en français : l'orée du bois) ;
- Kermen ;
- Lamouhic (les petites chutes d'eau) ;
- Kerguillé (la maison dans la vallée) ;
- Kerdronquis (maison de la vallée en recul) ;
- Locmaria (ermitage consacré, oratoire à la Vierge Marie) ;
- Kerbeban (la maison nourricière, le restaurant) ;
- Pendreff (le bout de la trêve) ;
- Le Stumo (les méandres -du Scorff à proximité) ;
- Les deux ponts (en breton : An daou bont).

La paroisse de Caudan, comme celle de Saint-Caradec-Hennebont, est un vicariat perpétuel au bénéfice de l'archidiacre de Vannes dès 1264. En 1790, il perçoit les dîmes des deux paroisses à la 33e gerbe à hauteur de 6 000 livres et réserve la portion congrue aux vicaires. L'Archidiaconé était situé au 24 de la rue des Chanoines à Vannes et reçu la visite d'Henriette-Marie de France fuyant la Première révolution anglaise en août 1644.
Caudan a rassemblé un certain nombre de chapelles :
- la chapelle Saint-Gwenhael, ancien prieuré avec dépendances à Penmané et Beg-Lan dont le prieur commendataire au XVIIe siècle était le prêtre curé de Compans (actuel district de Dammartin-en-Goële). Les deux villages doivent la cinquième gerbe au prieuré. La paroisse de Loctudy à Groix lui doit plusieurs minots de froment et d'avoine. En retour, le prieur a obligation de faire dire deux messes par semaine dans la chapelle de Saint-Gwenhael.

Une stèle à inscription du Haut Moyen Âge découverte à Kervanguen en 2001, sur l'actuel territoire de Lanester, semble pouvoir être rattachée à la délimitation du territoire foncier de l'ancien monastère de Saint-Gwenhael.
- Notre-Dame de Pendreff
- Notre-Dame du Resto

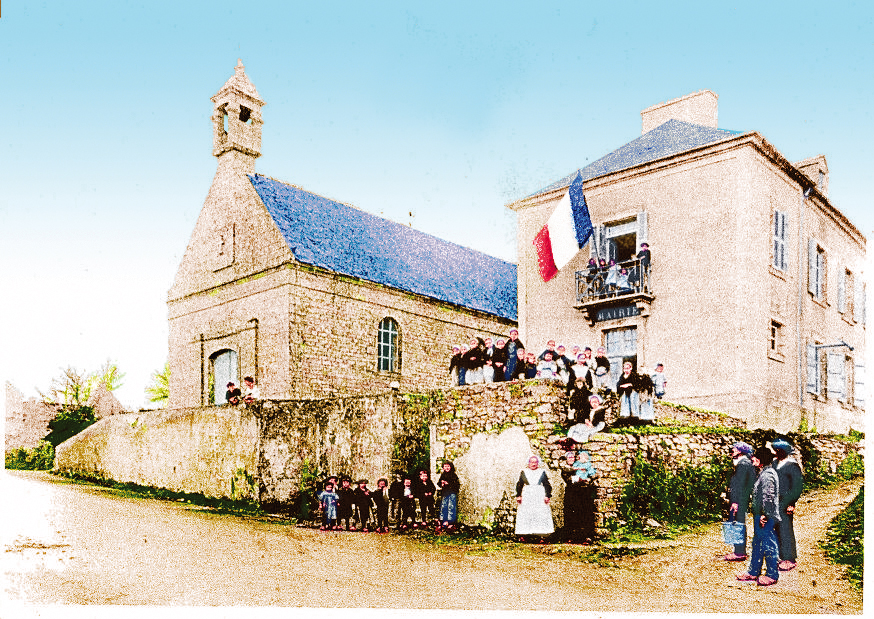
Ancienne mairie et chapelle Sainte-Croix.

- Notre-Dame de la Croix ou de la Vraie-Croix rebâtie, après un legs testamentaire de Marie Rio-épouse Pomzat en 1746, elle est bénie le 3 mai 1768, jour de l'Invention de la Vraie Croix. Le 19 juin 1768, bénédiction de la cloche de ladite chapelle ; parrain honorable homme François Bonnet, sieur de Rohu ; marraine dame Renée-Guyonne Morin de la Chaise, dame de Kerscau. La chapelle est vendue en 1908 par la commune avec l'ancien presbytère (restauré et agrandi en 1866, fortement ébranlé pendant la Seconde Guerre mondiale, détruit en 1975). Elle était située à l'entrée du bourg, près de l'ancienne mairie, en face de l'école municipale.
- la chapelle de Locunel
- Notre-Dame de Vérité, située au Nelhouët, en breton An Elvoed, signifiant La Peupleraie. Chapelle renommée pour sa Roue à carillons utilisée pour révéler le bénéficiaire d'un jugement favorable lors d'un procès. Elle fut volée avec les panneaux sculptés pendant la Seconde guerre mondiale[31].
- la chapelle Saint-Séverin, disparue appartenait aussi à la paroisse de Saint-Caradec-Hennebont. Elle dépendait des Hospitaliers, du Croisty ainsi qu'une maison appelée l'Hôpital.
- une probable chapelle Saint-Sulan dans le village éponyme.
- une chapelle et/ou un cloître Saint-Coner anciennement Saint-Conel. Saint Conel aussi connu sous le nom de saint Congel[32] est en fait saint Comgall de Bangor, illustre fondateur de la vie monastique en Irlande. Il naquit en 516, instruit par saint Fintan de Clonenagh, il fonda l'abbaye de Bangor en 550 et saint Colomban, père de l'Europe chrétienne, fut son disciple. Il décède le 10 mai 601. Kirkconnel, une ville du Dumfries and Galloway en Écosse est dédiée à saint Comgall. Il peut aussi s'agir de saint Conval (Konwal) formé par saint Maelgur dans un monastère à Plougrescant, il aurait fondé un monastère à Penvénan dont la chapelle Saint-Gonval garde le sonvenir.

### Les Templiers et les Hospitaliers
La chapelle Saint-Yves est attribuée par tradition aux Templiers.
La chapelle du Trescouët qui n'est passée de la paroisse de Saint-Caradec-Hennebont à celle de Caudan que depuis le Concordat de 1801. Elle reçut une cloche bénie le 4 août 1697. Elle était apparemment rattachée primitivement au Mouster-C'hoet, dénommé Monster-en-Coët, villa in Trescoët (d'après un fonds de l'abbaye de la Joie daté de 1280) tenu par les Hospitaliers de l'ordre de Saint-Jean de Jérusalem, membres du Temple de Beauvoir sis en la paroisse d'Inzinzac au village du Temple, dans un manoir ruiné en 1697, associé à la chapelle Saint-Jean-du-Temple, ruinée de même. Le Temple de Beauvoir s'unit à la commanderie de Quimper en 1574.

### Caudan: fief de Léon en Kemenet-Héboé
La châtellenie des Fiefs-de-Léon en Kemenet-Héboé était tenue par une branche cadette des Léon, par mariage, de Hervé II de Léon et d'Anne d'Hennebont.
Elle comprenait la majorité des paroisses de Caudan et de Saint-Caradec-Hennebont ; toute la paroisse d'Inzinzac et sa trève Penquesten ; et une partie de Lanvaudan et Plouay. Elle comprenait aussi la moitié de l'île de Groix, partagée avec La Roche-Moysan (une seigneurie située dans la paroisse d'Arzano).
Elle disposait de droits et coutumes (péages) sur le Blavet ; sur le pont à mer d'Hennebont : 6 deniers par pipe chargée sur une charrette ferrée, 3 sur une non-ferrée ; droit de pêche sur le Blavet et pêcheries à Inzinzac et à Lochrist ; droit de passage sur le pont de Lochrist ; une taxe sur les marchandises et navires des ports du Blavet et du Scorff (x deniers obolle par tonneau de vin, froment, seigle, avoine, sel, quillage).
La châtellenie de Pontcallec érigée en marquisat au XVIIe siècle comprenait entre autres une partie de Caudan et Saint-Caradec-Hennebont.
En 1264, accord entre Hervé de Léon et Pierre de Bretagne (fils de Jean Ier Le Roux), duc de Bretagne sur les droits et coutumes.
Le 5 février 1311, Arthur II duc de Bretagne établit sur les fermes d'Auray, Caudan, Nostang, Plouay, Pontcallec, Lochrist et Hennebont, 430 livres de rente tant en blés qu'en argent pour l'entretien de l'abbaye de La Joie.
Olivier de Léon, fils d'Hervé V et de Jeanne (fille d'Alain VI vicomte de Rohan) était le seigneur de Caudan en 1326 et y avait un moulin. Il participa aux guerres de Charles de Blois contre Jean de Montfort.
La maison de Rohan acquiert par alliance au XIIIe siècle les Fiefs-de-Léon.
La seigneurie de Guémené, ou Kemenet-Guégant, acquiert, au XIVe siècle, la châtellenie de la Roche-Moisan et les Fiefs-de-Léon, puis, au XVIe siècle, la châtellenie de Corlay.
La seigneurie de Guémené est érigée en principauté de Guémené, en 1570, par le roi Charles IX, en faveur de Pierre de Rohan, second fils de Louis VI, l'aveugle.

### Des effets des guerres de religion
L'occupation espagnole par les hommes de Don Juan d'Aguila du port de Blavet dura près de 8 ans. Ceux-ci se sont livrés aux pillages, incendie et destruction des récoltes des paysans de Caudan.
« Le jeudy absolu XV d'avril (1593), j'écrivis à Don Juan d'Aguila, pour certains soldats qu'il avait, lesquels brûlèrent à Caudan des maisons et des blés pour 30 000 écus. » (Journal de Jérôme d'Arradon, seigneur de Quinipily).
Philippe-Emmanuel de Lorraine, duc de Mercœur avait confié le commandement d'Hennebont, de Blavet et la côte à Jérôme d'Arradon.
Le duc de Mercœur, beau-frère d'Henri III de France par son épouse Marie de Luxembourg (1562-1623), duchesse d’Étampes et de Penthièvre, dernière descendante de Jeanne de Penthièvre et de Charles de Blois, convoitait le trône du duché de Bretagne, grâce à la possibilité pour les femmes, en Bretagne, de succéder en tant que duchesse. De même, Philippe II d'Espagne, par son mariage avec Élisabeth de France, sœur d'Henri III, envisageait avec intérêt d'offrir à sa fille, l'Infante Isabelle-Claire-Eugénie d'Autriche, le titre de duchesse de Bretagne. On comprend ainsi mieux leur alliance dans la Ligue contre Henri IV qui ne pouvait prétendre au titre de duc de Bretagne.

### Sous Louis XIII
Par arrêt contradictoire du Parlement de Bretagne du 19 juillet 1621, les paroissiens de Caudan sont condamnés à payer à leur recteur une gerbe de blé pour le droit de Prémices' ; droit dont la valeur est convenus entre le curé et les habitants, que les fidèles prennent sur les premiers fruits de leurs champs, pour en faire une offrande à Dieu dans la personne de ses ministres. Cette espèce d'oblation s'est confondue en général dans le tribut de la dîme.

### Sous Louis XIV
Selon le terrier royal de Bretagne établi à la suite d'une ordonnance royale de mars 1678, la seigneurie de la Roche-Moisan et les fiefs de Léon, Tréfaven et Plouhinec appartenaient à Anne de Rohan, veuve Louis de Rohan duc de Montbazon et comprenaient : Lesbin - Pont-Scorff, Gestel, Arzano, Guilligomarc'h, Meslan, Rédéné, Quéven, Guidel, Ploemeur, Trefaven, Saint-Caradec-Hennebont, Caudan, Inzinzac, Penquesten en Inzinzac, Lanvaudan, Plouay, Plouhinec, Riantec et Groix.
À Caudan, la princesse de Guémené fait valoir ses droits sur de nombreuses tenues au bourg de Caudan, sur des terres dépendant du prieuré de Saint-Guénaël au village du Beg-Lan, sur la seigneurie de Kerhervy appartenant à la famille Le Mézec, dont dépendent les métairies nobles de Perros, Le Mané, Kerleau ainsi que Kercand, sur des tenues appartenant au sieur de Saint-Nudec, sur la métairie noble de Pendreff au sieur Dondel de Pendreff.
Sur le manoir de Saint-Nudec avec métairies, jardins, fuye, bois de haute futaie, moulin à eau à Hiérosmes des Portes, sieur de Saint-Nudec.
Également sur les manoir et métairie de Ménéguen, à Paul du Vergier, écuyer, sieur de Ménéguen. Sur le manoir de Trémélo.

#### Les missionnaires du père Maunoir
Recteur de Caudan de 1663 à 1677, Hiérosme L'Estour participe avec les recteurs de Riec et de Rédené aux missions itinérantes du père Maunoir.
Mission de Caudan. M. L'Estour, recteur de Caudan, guérit d'une manière extraordinaire.
« Le recteur d'une paroisse, où le père achevoit alors ses instructions, s'étant engagé de porter la Croix à la procession qui se devoit faire dans peu, étoit tombé malade depuis quelques jours d'une fièvre continue, et désespéroit de pouvoir s'acquitter de son engagement. Mais le Père toujours plein de confiance en Dieu lui dit d'espérer, et il lui mit au cou une Croix pleine de Reliques. Quelque temps après le malade s'endormit, et le lendemain au matin se trouvant sans fièvre, il dit la messe, et deux jours après il porta la Croix depuis sa paroisse jusqu'à celle de Plumeliau, qui en est éloignée de plus de demi-lieue, sans être incommodé d'une fatigue que les plus robustes avoient de la peine à soutenir. »
Lors de la procession de Plumergat à Sainte-Anne-d'Auray en 1664 :
« ...M. Kermen (vicaire de Hiérosme L'Estour), qui représentait ce jour-là le personnage de Jésus (lors d'une reconstitution de la Passion à Sainte-Anne-d'Auray), était un prêtre d'une grande vertu. Au moment où il gravissait les marches de la Scala Santa, il vit tout à coup devant lui Saint Vincent Ferrier, revêtu de l'habit de son ordre : le grand missionnaire mettait en fuite toute une légion de démons, qui tenaient enchaînés et entrainaient aux enfers de nombreux pêcheurs. Puis, volant au secours des malheureux captifs, il brisa leurs fers et les rendait à la liberté. »
Cette apparition fut scrupuleusement notée par M. L'Estour qui n'en parla au père Maunoir que plus tard, après avoir entouré son témoignage de toutes les garanties possibles d'authenticité. De la même manière, M. L'Estour rapporta au père Maunoir le témoignage du Riantecois Jean Le Guen, sexagénaire qui affirmait avoir été le témoin vers 1635 d'une procession d'anges entre Port-Louis et Caudan, et celui de Jean Coachon, sexagénaire de Calan qui fut le témoin en avril 1645 de l'apparition d'anges tournoyant au-dessus de l'église de Caudan, avec la Vierge Marie parmi eux.
Caudan, comme la plupart des paroisses du Kemenet-Héboé, prit part en 1675 à la Révolte du papier timbré des Bonnets Rouges contre les nouvelles taxes instaurées par Louis XIV pour financer la guerre de Hollande. Le roi ne consulta pas le Parlement de Bretagne pour imposer au duché ces taxes sur les actes notariaux, le tabac et la vaisselle d'étain.
Les archives des sépultures de la paroisse nous font savoir que l'église de Caudan comporte en 1685 une chapelle prohibitive de Sainte-Barbe à l'usage des seigneurs du Plessis-Riou.

#### Un caudanais dans l'Histoire de La Réunion
Louis Caron, né en 1642 à Caudan et décédé en juin 1716, épousa en 1679 à Saint-Paul (La Réunion) Monique Pereire, née en 1665, Daman, décédée le 4 août 1727 à Saint-Paul. Ils font partie des ancêtres de Jeanne Hoarau de la Source, épouse de Gilles de Robien,, ainsi que de ceux de Raymond Barre.
Il embarque, le 29 mars 1670 à Belle-Île, sur l'escadre de Perse commandée par Jacob Blanquet de la Haye, vice-roi des Indes. La flotte de 9 bâtiments atteint Fort-Dauphin au bout de sept mois.
Louis Caron, soldat, débarque à La Réunion le 27 avril 1671, d'un des 4 vaisseaux de la flotte de Blanquet de la Haye, en provenance de Madagascar. Il intègre les troupes du gouverneur.
En fin de carrière militaire, il accède à la propriété en 1690 à Saint-Paul ou il possède des chevaux « qu'il loue 30 sols par jour », des terres près de l'étang et près de la ravine de Saint-Paul et une case au Vieux Saint-Paul.
Il dépose plainte en 1691 contre Henri Habert de Vauboulon, gouverneur de Bourbon pour ses mauvais traitements envers la population. Cette plainte sera utilisée lors du procès engagé en 1697, à Rennes, contre le père Hyacinthe de Kerguelen de Kerbiquet, capucin de Quimper, curé de l'île et d'autres, accusés d'avoir arrêté monsieur de Vauboulon, de l'avoir mis dans un cachot où il est mort et d'avoir fait fusiller son valet.

« Déclaration faite par Louis Caron natif de la paroisse de Codan (Caudan) en Bretagne et âgé d'environ quarante ans et habitant du quartier Saint Paul Ile Bourbon contre monsieur Habert de Vauboulon Gouverneur de la dite Ile du 9 janvier 1691
Disant que Sa Majesté ayant eu la bonté d'écrire une lettre aux habitants par laquelle Elle leur marquait qu'Elle voulait prendre soin d'eux et les soulager leur envoyant pour cet effet le dit Sieur de Vauboulon pour leur gouverneur lequel bien loin de les soulager aurait commencé par les piller en prenant d'eux des sommes d'argent pour le fond de leurs habitations et leur faisait payer des rentes plus considérables que leurs habitations de valaient.
Déclare de plus que le dut Sieur de Vauboulon lui a fait payer quarante livres en argent pour le fond de son habitation, l'ayant achetée ci devant du Sieur Drouillard la somme de vingt écus ainsi qu'il lui montra l'écrit, lequel le dit Sieur de Vauboulon garda disant qu'il n'avait pas eu le pouvoir de lui vendre la dite habitation et ensuite lui donna un contrat où il l'obligeait de payer 200 tt de blé et douze volailles ce qui n'aurait pu faire dans la dite habitation.
Déclare de plus que Monsieur de Chauvigny a reçu son argent-ci de plus pour sa dite habitation ainsi que le dit Sieur de Vauboulon l'avait envoyé à lui, et ensuite le dit Sieur de Chauvigny vendit des marchandises du magasin au dit déclarant en l'absence du Commis qui était à Saint-Paul.
Marque X du dit Louis Caron »

De 1694 à 1696, il fait partie du Directoire de Saint-Paul.

### Sous Louis XV et Louis XVI
Le 28 juin 1722, pose et bénédiction de la première pierre de la nouvelle église sous le rectorat (30 juin 1719 - 6 juillet 1741) du vénérable et discret messire Jacques Roudic.
Entre le 1er et le 17 janvier 1735, une violente tempête de force 11 s'abat de la Bretagne à l'Est de la France.
Un arrêt du Conseil d'État du Roy en date du 26 juillet 1738 ordonne la destruction des pêcheries, appelées aussi gored, « ceux occupez par les riverains habitans du territoire et paroisse de Caudan, situez sur ledit territoire, estant au nombre de sept, et placez à la rive de l'ouest nord ouest de ladite rivière du Blavet, le premier entre Saint-Nudec et Kermin, le second entre Kermin et le Rufo, le troisième vis-à-vis le Rufo, et les quatre autres, contigus aux trois précédens ». Ceci afin procurer l'abondance du poisson de mer et empêcher la destruction du fray et du poisson du premier âge, en application des articles
LXXXIV et LXXXV de l'Ordonnance du mois de mars
1584 et ceux du Titre 3 au Livre 5 de l'Ordonnance du mois de novembre 1684.
En 1759, la paroisse de Caudan est imposée annuellement à hauteur de 229 livres pour l'entretien des 35 miliciens garde-côtes qu'elle est tenue de fournir par ordonnance du roi ; participant ainsi avec les autres paroisses côtières de Bretagne à l'entretien de 10 000 hommes pour la somme annuelle de 65 625 livres.

#### Les effets de la misère sur la paysannerie
De graves épidémies de fièvre typhoïde, dysenterie, rougeole, petite vérole... s'abattent régulièrement sur la population comme en 1741, 1758, 1773, 1774, 1785 et 1786 et dépeuplent la province.
Une des conséquences est la crise agricole qui renvoie les journaliers à la mendicité.
En 1787, l'intendant Bertrand de Moleville déclare « qu'on peut évaluer le nombre de mendiants de Bretagne au quart des habitants. »
Ainsi le subdélégué de Lorient rapporte en 1770 :
« A Ploemeur, Quéven et Caudan, les mendiants ravagent depuis trois ans la campagne en y coupant les arbres par pieds, et à main armée. Ils s'attroupent à cet effet, repoussent et maltraitent les paysans qui veulent s'opposer à leurs voies de fait. Ils viennent impunément vendre publiquement ces bois au marché de L'Orient. Les gens de la campagne n'osent dénoncer ni même nommer ces malfaiteurs qui les menacent du feu et de la vie. »

#### Les chantiers navals de la pointe de Caudan
En 1756, la Compagnie des Indes étend ses chantiers sur les terres de la seigneurie du Plessis à la pointe de Caudan, future Lanester, et y aménage trois cales, une forge, des hangars, un corps de garde, une batterie... Ces terres furent achetées à plusieurs propriétaires par la Compagnie dont Antoine de Mauduit, le chevalier du Bouëtiez de Kerorguen et Monsieur Chatard. De 1755 à 1757, la Compagnie des Indes investit à Caudan près de 221 000 livres dans la construction d'édifices et de cales sur 157 000 m2.
En novembre 1762, lancement du Diligent et du Six Corps, vaisseaux de 74 canons. Le nom du Six-Corps provient du financement de la construction du bateau par les Six Corps des marchands de Paris dans le contexte du Don des vaisseaux.
Fin février, début mars 1770, une tempête de force 10 touche la Bretagne.

### Les familles seigneuriales ayant vécu oupossessionnésur Caudan
- Soliman d'Hennebont[52] (d'argent, à un arbre arraché de sinople, à une aigle éployée de sable, brochant sur le fût). Son sceau, seigneur du Kemenet-Héboé vers 1140.
- Famille Guimarho de Lamouhic (d'or, à la bande de gueules accostée d'une merlette de sable)
- Famille du Vergier[53] seigneurs du Ménéguen, de Locohiern, du Moustoir… (de gueules à deux bandes de vair). Paul du Vergier est conseiller du Roi et sénéchal de la juridiction d'Hennebont. Par une lettre du Roi signée du 8 novembre 1662, Paul du Vergier reçoit le collier de l'Ordre de Saint-Michel des mains de Louis, prince de Guémené, duc de Montbazon[54].

| Identité | Terres |
| --- | --- |
| Guillaume de Baud dit « Sieur de la Vigne » (d'azur à dix billettes d'or) | Le Bois Joli, Guernehué, la Ville-Neuve, Kerblay, Kerdronquis, Kerhet, Kernivinen |
| Amice de Rosmadec (dame de Talhouet-Kéravéon) (palé d’argent et d’azur) | Guernehué, la Villeneuve, Locoyern, le Scouhel, Trémélo |
| Talhouet Keraveon (D’argent à trois pommes de pin versées de gueules) | Kerblay, Languidic, Kermen (Lanester) |
| Jeanne Faucheur (de gueules à une main d'argent tenant une sphère d'or surmontée de deux étoiles du second) | (dame de la Villeneuve), Kerdronquis, Inguiniel, (Bresséan) Kervignac, (Kéroual) Kernivinen, Guern (Kerriec)                                                                                      |
| Julien du Quellenec (d'hermine au chef de gueules chargé de trois fleurs de lys d'or) | (sieur de KERJACOB) Penhouet, Chefdubois en Ploemeur, Le Ruzo |
| Jehan Thomelin | St Gilles-Vieux-Marché (C.D.N.) Plessis |
| Louise de Launay | (fille de sieur de Guergelin qui est d'argent au chevron engreslé de sable ; alias : de gueules au chevron d'argent, accompagné de trois besants d'or, écartelé de Pontzal. Fondu dans Talhouët.) |
| Jehan Toutenoultre (d'argent à trois hures de saumon, coupées d'azur) | Kerhet, Guiscriff |
| François du Pou (de sable au lion d'argent, armé, lampassé et couronné de gueules) secrétaire du duc de Bretagne François II. Par lettre-patente du 4 novembre 1492, Maximilien d'Autriche, roi des Romains, duc de Bretagne, etc., confère à François du Pou, seigneur du manoir de Kernivinen, près Hennebont, la dignité de noble chevalier de Tournois du Saint-Empire-Romain (du fait de ses 32 quartiers de noblesse). Jeanne du Pou dame de Coettro, Kernivinen et de Kercaer possédait un livre d'Heures exécuté pour un homme par deux artistes de l'école de Jean Fouquet et Jean Bourdichon. Le Livre d'Heures du Pou-de Veauce est d'une incroyable richesse picturale. Il passa par héritage à son fils, Trequerne de Crossec, puis plus tard aux barons de Veauce en Bourbonnais. | Plouay, Arzano, Saint-Caradec-Hennebont |
| Adelice de Coetsal | dame de Couetro, Kernivinen |
| Gunthiern devenu Gouzier puis Goyern | Locoyern Bihan, Locoyern-Vras |
| Alain Kergourio, Henry du Verger | Locoyarn le Dorze, Locoyarn Verger, Gestel |
| Jehan Faverot de Kerbrec'h, Jean Raoulin | Le Nelhouet, Le Scouhel |
| Pezron, Jehan de Stang-Hingant | Meslan, Restinois |
| Guillaume, François de Stang-Hingant époux de Anne-Laure de Mauclerc, Jeguic, Hayeux (de gueules à trois coqs d’or, armés, crêtés et barbelés d’argent), Pezron du Pou - Arthur Le Flo - René Le Flo (De gueules à trois rencontres de cerf d'or) | Trémélo (Plouay), Le Nelhouet |
| Marc Le Flo époux d'Anne le Crossec (d'azur à deux bars adossés d'argent, accompagnés de huit étoiles d'or en orle), Henry Lucas, Louis Lucas | Kersever |
| Guillaume Bizien (d'azur à la croix d'argent), René de Laage (branche de Volude d'or à une aigle éployée de sable, becquée et membrée d'azur.) | Kerustantin, Kergomo (Saint-Caradec - Hennebont) ; originaire du Château de L'Âge de Volude à Alloue en Charente                                                                                  |
| Henry de Chefdubois (ou Penhoet) | Kervéno |
| Antoine Forestier (de gueules à trois feuilles de chêne d'argent, en pal) époux de Catherine Trotin de Vallois de Douville | Lamouhic |
| Jehan Raoulin | Le Scouhel |
| Jehan de Stanghingant, Anne-Laure de Mauclerc, Famille Pezron du Pou | Trémélo |
| Arthur Le Flo époux de Marguerite du Pou, René Le Flo, Marc Le Flo époux d'Anne le Crossec | Trémélo |

Source : Joseph Jaffre, journaliste-historien ; Société d’archéologie et d’histoire du pays de Lorient.

#### Caudan décrit en 1778

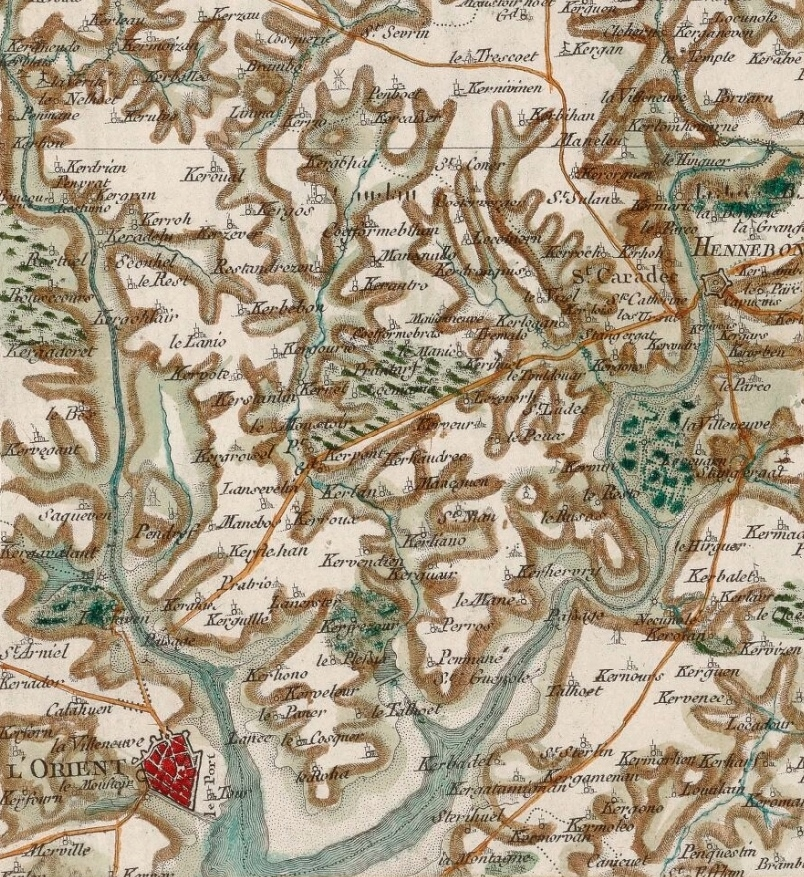
Carte de Cassini (1789) : la paroisse de Caudan (qui comprenait alors Lanester).

Jean-Baptiste Ogée décrit ainsi Caudan en 1778 :

« Caudan, à 10 lieues un sixième à l'Ouest-Nord-Ouest de Vannes, son évêché : à 17 lieues et demie de Rennes et à 1 lieue un tiers de l'Orient, sa subdélégation. Cette paroisse, dont la cure est à l'alterative, ressortit au Siège Royal de Hennebon. On y compte 3 000 communiants. Ce territoire, renfermé entre les rivières de Blavet et de Scorff, et coupé de ruisseaux qui vont se rendre , au travers des vallons, dans ces deux rivières, contient des prairies excellentes et des terres de la meilleure qualité, qui sont soigneusement cultivées par les habitants qui jouissent d'une honnête aisance qu'ils ne doivent qu'à leurs travaux. On y voit quelques landes qui paroissent ne pas mériter l'attention et les soins des cultivateurs. »

### Sous la Révolution
Étienne Thomas est recteur de Caudan dès 1787 et participe aux chouanneries sous le nom de Stévan. Il est en lien avec Julien Videlo, jeune chef chouan, dit Tancrède, capturé en 1801 à Persquen. Il refuse de prêter serment à la Constitution civile du clergé en 1790, et est remplacé en 1792 par un recteur constitutionnel. À son retour, Étienne Thomas prête serment entre les mains du préfet le 27 octobre 1802 et décède dans la paroisse le 3 juin 1813.
La paroisse de Caudan se plaint des domaines congéables et des corvées. Les propriétaires fonciers bretons prétendent avoir le droit de forcer leurs domaniers à réparer leurs moulins, à porter leur blé au moulin banal, sous prétexte que l'Assemblée n'a pas encore statué sur le bail à congément. On fait la pétition suivante à laquelle on joint une carte à jouer, un neuf de trèfle. Sur le côté blanc de la carte est écrit :
« Faute à Jacques Le Moing, domanier à Kerveller, de se rendre à la réparation à faire au moulin du Plessix et de suivre ledit moulin, je le prévient qu'il y sera contraint à ses frais, rien ne l'exemptant encore de ses obligations. »
-À Hennebont, le 26 avril 1790, Huo de Kerguinoy, pour M. de Kelivin.

#### Pétition de la municipalité de Caudan.
(Archives nationales, D XIV 7. no 54.)
Messieurs les Députés composant le Comité des Droits Féodaux de l’auguste Assemblée nationale à Paris.
« Messieurs, La paroisse de Caudan, en la sénéchaussée d'Hennebont, m'ayant fait l'honneur de me nommer maire, je n'ai pu me refuser, jointement ici avec les officiers municipaux, au vœu général tendant à vous supplier, Messieurs, d'avoir en considération les malheureux cultivateurs qui gémissent depuis des siècles, de père en fils, sous la tyrannie du régime des domaines congéables.
Cette féodalité, ou plutôt cette surprise faite à nos souverains par les seigneurs de fief, lie les bras et porte le désespoir dans le cœur de plus de 400.000 citoyens que l'Assemblée nationale à déclarés libres, mais qui ne le seront en effet que quand les domaines congéables seront supprimés. Plus des deux tiers de la province de Bretagne souffrent de ce régime.
En effet, Messieurs, à peine avons-nous rendu productive une portion de terre par nos semences et plantations que le seigneur foncier nous augmente le prix de nos tenues. L'augmentation équivaut au moins le fruit de nos travaux. Plus souvent encore nous sommes congédiés par un individu qui nous est substitué et s'empare des lieux qui nous ont vus naître et que nous avons améliorés, qui, à son tour, devient la victime de l’injustice et de la cupidité du propriétaire qui le fait congédier par un troisième toujours avec augmentation, et sans diminution des corvées de toute espèce.
Les bois mêmes, que nous avons plantés, ne sont pas estimés. Qu'arrive-t-il ? Tel est congédié qui, ne sachant où placer ses fonds en terre, les dissipe peu à peu, ou, s'il en place, des banqueroutes, devenues fréquentes, lui enlèvent la meilleure partie avec impunité, réduisent des familles à la mendicité : de là encore les grands chemins, bordés de vagabonds, qui auraient été d'honnêtes gens, si leur père n'avait pas été congédié.
On nous fait la grâce d'estimer les fossés ; on convient que les émondes nous appartiennent, et l’on nous refuse la propriété des pieds d'arbres, bien que nous les ayons plantés. Les propriétaires du fonds de nos tenues nous forcent de faire de nouvelles baillées qu'ils augmentent en ce moment arbitrairement. On en citerait de 4 à 600 de baise-main, titre honteux pour des Français.
Cette carte Messieurs, vous prouvera le mépris que portent certains individus aux sages décrets déjà promulgués par l’auguste Assemblée, et combien de pauvres laboureurs ont à souffrir des corvées qui seront perpétuées tant que les baillées existeront. Nous vous supplions, Messieurs, de faire que les domaines soient à perpétuité et par héritage des pères aux enfants, que nos tenues ne soient plus estimées par des procureurs inexperts qui devenaient les estimateurs de nos travaux et de nos sueurs, presque toujours guidés par l'instinct.
Quel que soit le succès de nos doléances, agissez, nous vous en supplions, et présentez à l’auguste Assemblée notre respectueuse et sincère adhésion à ses décrets, ainsi que notre fidélité à la constitution, que nous sommes résolus de défendre jusqu'à l'extinction de notre vie. Nous avons l'honneur d'être, avec un soumis respect, Messieurs, vos très respectueux serviteurs.».
Jean Le Moing, cultivateur, fut condamné à la guillotine le 3 pluviôse An II (mercredi 22 janvier 1794) par le tribunal criminel du Morbihan, comme contre-révolutionnaire.
Le 22 décembre 1798 a lieu la mise à flot de l'Argonaute, vaisseau de 74 canons de type Téméraire, dont la construction débuta en 1794 sur la cale no 3 de Caudan. Le manque de bois avait retardé la mise à flot.

### LeXIXesiècle
Selon le Titre VI, relatif aux Objets Mixtes, de la loi impériale no 5514 du 17 janvier 1810, le maire de Caudan est autorisé à emprunter la somme de 30,000 francs pour être employée à la construction de l'église et la même commune à s'imposer extraordinairement en centimes additionnels à ses contributions directes une somme de 3 000 francs pendant huit années pour que cette somme réunie à l'excédant annuel des recettes évaluées à 800 francs soit employée au paiement des intérêts de l'emprunt et ensuite à l'amortissement du capital (Art. 149 de la Loi).

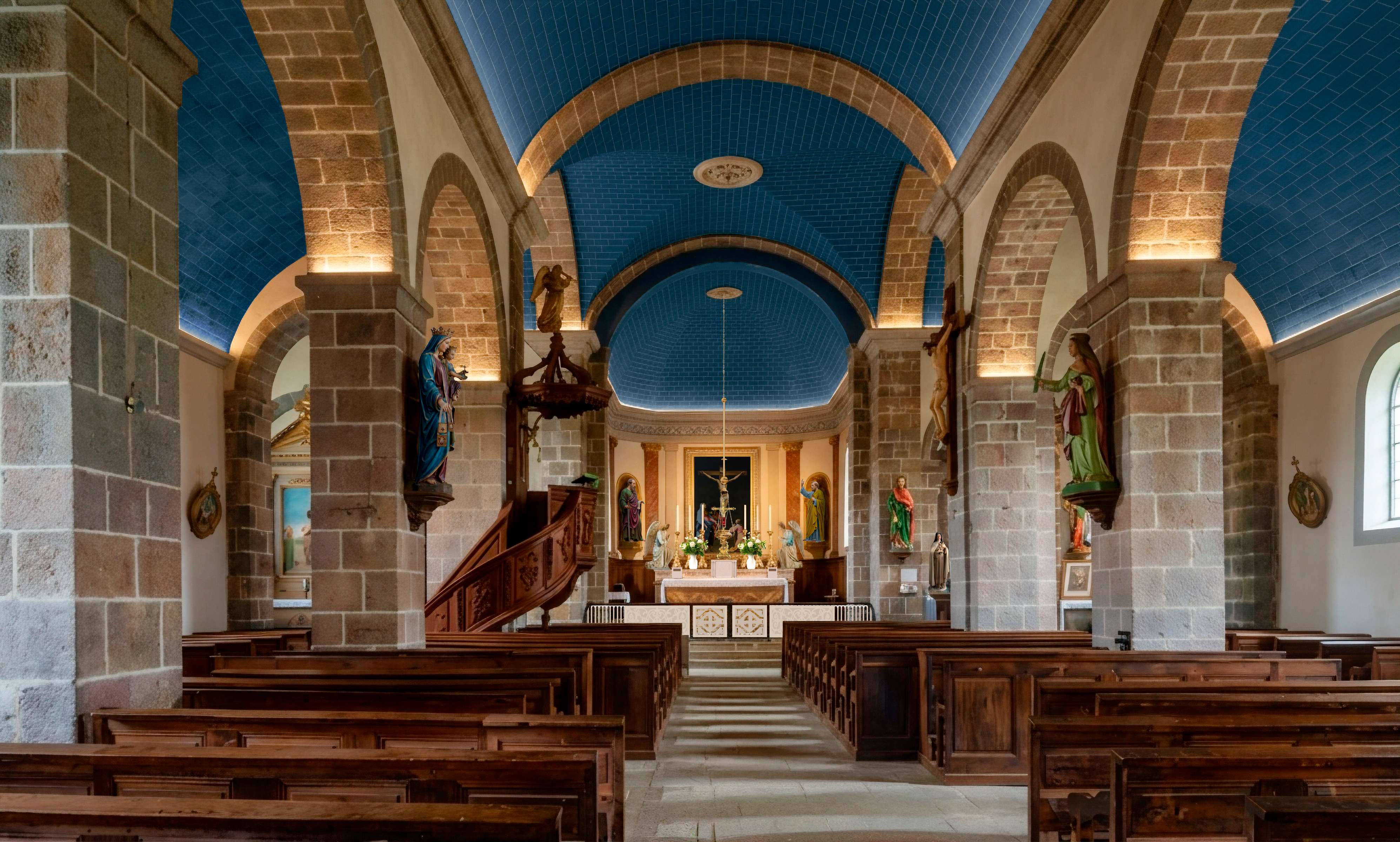
Vue intérieure de l'ancienne église paroissiale de Caudan

Au début du XIXe siècle, sous le règne de Louis XVIII, pendant le rectorat (5 juin 1813 - avril 1816) de Joseph-Pierre Lomenech (ami et auxiliaire de Georges Cadoudal, aumônier de la légion chouanne d'Auray) une nouvelle église remplace l'ancienne lourdement sinistrée par un détachement de l'armée révolutionnaire qui en usa comme caserne. La façade conserve un style baroque d'influence jésuite probablement en rappel de la précédente église dont la date de construction correspond à ce style architectural. La tour-porche de l'église est très semblable à celle de l'église abbatiale de Saint-Gildas de Rhuys. Sa flèche partage des traits communs avec celle de la Christ Church de Philadelphie, mais elle renvoie surtout au profil commun des églises de Port-Louis ou Cléguer entre autres.

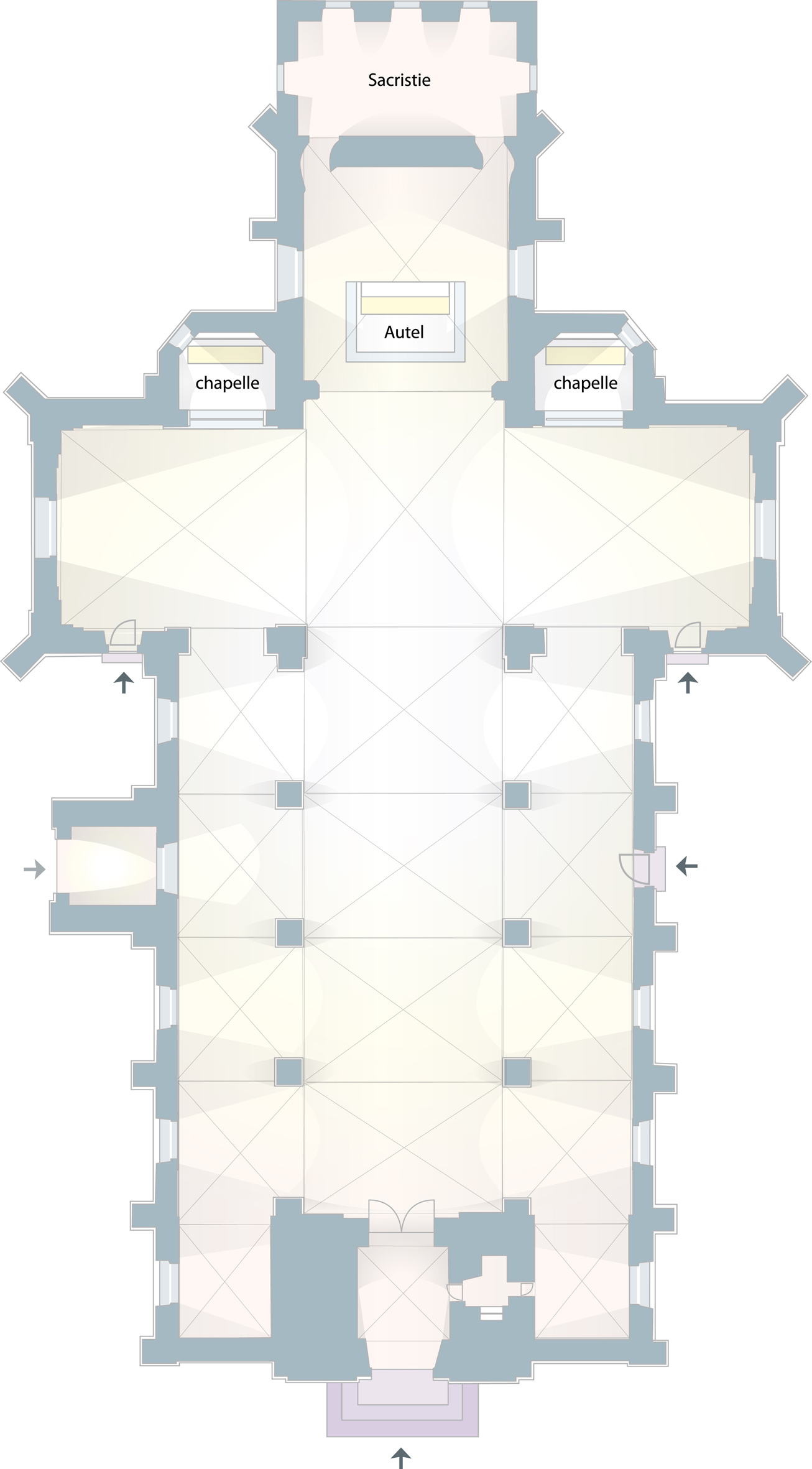
Ancienne église de Caudan ayant précédé l'actuelle.

À cette époque à Caudan, il y a foire : le 15 avril, jour de la Saint Patern, la veille du deuxième dimanche de mai à Notre-Dame de Vérité, le lundi après le premier dimanche d'août à Notre-Dame du Trescoët, le deuxième dimanche de septembre, jour d'assemblée proche de la fête de la Nativité et de la Fête de la Croix Glorieuse
Le 25 août 1820, lancement du Jean Bart, vaisseau de 74 canons de type Téméraire - affecté à la station navale des Antilles de 1821 à 1825, désarmé en 1825, il est finalement retiré du service en 1833 et démantelé après 1835.
Au début de l'année 1821, le duc d’Angoulême fait parvenir un secours de 500 francs aux habitants de Caudan, qui sont en proie à une fièvre contagieuse et épidémique.

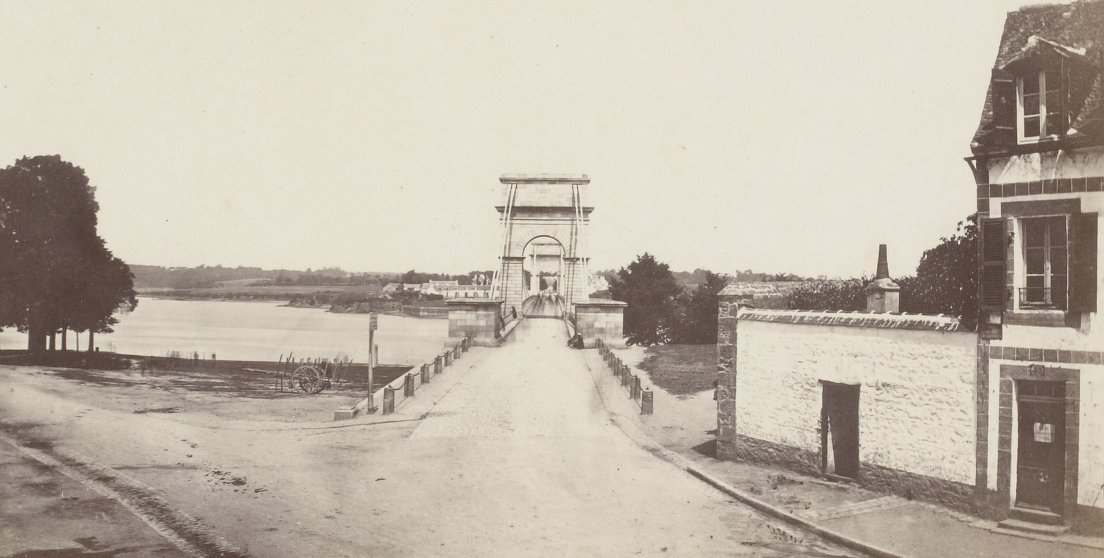
Le pont « Fil de fer » en 1866.

Le 4 septembre 1843, en présence des maires de Lorient et de Caudan, la première pierre du pont suspendu est posée à Kerentrec'h-Lorient par Louis d'Orléans, duc de Nemours et Victoire de Saxe-Cobourg-Gotha, duchesse de Nemours, son épouse. Le pont, surnommé « Fil de Fer », est achevé et inauguré en 1848. Il restera en service jusqu'en 1960.
A. Marteville et P.Varin, continuateurs d'Ogée, décrivent ainsi Caudan en 1843 :

« Caudan : commune formée de l'ancienne paroisse de ce nom, aujourd'hui succursale ; chef-lieu de perception. (...) Principaux villages : le Nelhouet, Trescouédic, Saint-Conel, Locohiern, Coëtforn, le Resto, le Plessix, Pendreff, Kerlédan. Superficie totale 5 086 hectares dont (...) terres labourables 2 070 ha, prés et pâturages 327 ha, bois 48 ha, vergers et jardins 271 ha, landes et incultes 2 300 ha, étangs 3 ha, châtaigneraies 50 ha (...). Les terres ont beaucoup de fertilité dans le voisinage de la rade de Lorient, des rivières de Blavet et de Scoff, , et aussi au centre de la commune. Chantiers de construction navale pour le compte de l'État. Il y a foire le 15 avril, le lundi après le premier dimanche d'août, la veille du deuxième dimanche de mai (à Notre-Dame-de-Vérité), le lundi après le premier dimanche d'août (à Trescoët), enfin le deuxième dimanche de septembre (...). La route royale n° 24, dite de Rennes à Lorient, traverse la commune du nord-est au sud-est. Géologie : constitution granitique. On parle le breton. »

En 1858, construction sur les chantiers de Caudan, dans trois anciens hangars à bois, de l'atelier provisoire des bâtiments en fer qui sert en 1859 à la construction de la Couronne. Cet atelier sera remplacé dix ans plus tard par un autre d'une surface de 7 200 m2.
Le 15 août 1858, lors de son voyage en Normandie et en Bretagne, Napoléon III a trouvé sous un arc de triomphe le maire, le curé et les conseillers municipaux de Caudan, qui l'ont complimenté.
En 1859, La Couronne, première frégate cuirassée en fer de type Gloire, est mise en chantier par l'arsenal de Lorient sur la rive de Caudan sur une des huit cales en service depuis 1830. Sa figure de proue en pin cembro, sortie de l'atelier de sculpture de l'arsenal de Lorient, est visible au Musée national de la Marine.
En 1862, Napoléon III inaugure le viaduc ferroviaire nouvellement construit sur le Scorff.
Une épidémie de choléra partie de Lorient en octobre 1865 concerna 29 malades (dont 14 morts) en 1866 à Caudan.
En 1867, la paroisse de Caudan, comme quantité d'autres en France, participe à la souscription pour l'armée pontificale afin de venir en aide au pape Pie IX atteint par la perte des Romagnes, qui s’étaient insurgées en 1859 à la faveur du conflit qui opposait dans le Nord de la péninsule italienne Français et Piémontais aux Autrichiens, puis celle des Marches et de l’Ombrie, annexées par le Piémont à la suite de sa victoire sur les troupes pontificales à Castelfidardo en 1860. Ces défaites privèrent le pape de ses provinces les plus peuplées et les plus riches, et par conséquent d’une part importante de ses revenus,.
En 1879, création par Ladislas Graindorge (1826-1901), émailleur à Rennes, des Poteries de la Manufacture du Rohu, dirigées par son fils Abel Graindorge, maire de Caudan en 1903. Lorsqu'Abel meurt en 1918, la fabrique du Rohu ferme et les moules sont vendus à la fabrique de Malicorne.
Dans son rapport du mois d'août 1881, Léon de Montluc, préfet du Morbihan, relève sur les 5 707 habitants de la commune de Caudan, 481 enfants d'âge scolaire, dont 327 ne vont pas à l'école. Il suggère la création de deux écoles spéciales au hameau de Moustoir-Houët éloigné du bourg de 5 kilomètres et entouré de nombreux villages. Au hameau de Caudan-Penhoret, deux maisons louées étant beaucoup trop petites ; il suggère qu'on les remplace par des constructions nouvelles. Elles n'ont ni mappemonde, ni tableau de système métrique.
Le 8 juillet 1880, à Caudan, un duel à l'épée oppose un candidat aux élections législatives et un partisan de son concurrent.
Benjamin Girard écrit en 1889 que Caudan « cette grande commune, dont l'une des extrémités est considérée comme un des faubourgs de Lorient, a une population nombreuse, composée en partied'employés et d'ouvriers du port et de leurs familles ; son sol est fertile et elle est dans une situation pittoresque. Les chantiers et ateliers dits de Caudan, qui dépendent du port militaire, sont situés sur son territoire » et que Caudan, aisi que Ploemeur et Quéven, approvisionne Lorient en lait, légumes et fruits.
L'épidémie de variole qui frappa la région entre 1887 et 1889 fit, pour la seule année 1888, 361 malades (dont 130 morts) à Caudan. En 1892 c'est une nouvelle épidémie de choléra qui frappe Caudan : partie de Lorient le 26 octobre 1892, elle touche les hameaux de Kervido (10 malades, dont 6 décès), Prat-Rio, Kerentrech, les chantiers de Caudan. 
Les 12 et 13 novembre 1894, un ouragan de force 12 s'abat de la Bretagne à la Belgique.
En 1899, la paroisse de Caudan fait un don de 20 francs pour participer à l'édification du dôme du Sacré-Cœur de Montmartre.

### LeXXesiècle
Au début du XXe siècle, la Société des Courses de Lorient organisait régulièrement des courses de chevaux sur l'hippodrome de Lanester. On y décernait le Prix de Caudan et le Prix de la République. À la fin des années 1930, l'hippodrome périclita et fut fermé. Aujourd'hui, les associations du Poney-Club de Caudan et de la Société Hippique de Lanester perpétuent la pratique du sport équestre et donnent à voir leur maîtrise lors de concours de saut d'obstacle.

#### La reconstruction du clocher de l'église
En 1900, le Conseil de fabrique et le Conseil municipal de Caudan sollicitent un secours, sur les fonds du département, pour les aider à payer les grosses réparations qui ont dû être exécutées, tant à l'église paroissiale après la reconstruction de la tour, qu'au presbytère. Ces réparations se sont élevées à 3 505,69 francs, et si les Assemblées locales n'ont pu les payer, c'est parce que leurs ressources étaient épuisées, la commune ayant dépensé 15 000 francs pour démolir et reconstruire la tour et M. le desservant ayant versé, dans le même but, une somme de 4 200 francs provenant de souscriptions volontaires, augmentées de ses deniers personnels.

#### Lanester distraite de Caudan et érigée en commune
Le 26 février 1909, la commune de Lanester (Lann er Sterieù = La Lande des Rivières, zone de marécages et de terres froides) est créée afin de séparer deux populations (les ouvriers de l'Arsenal et les paysans) dont les intérêts et les opinions politiques divergent. Le territoire de la commune occupe six des onze frairies (Penhoet, Kerguillé, Locmaria, Kerbeban, Pendreff et Les Deux-Ponts) et rassemble alors 7 729 habitants sur 1 477 ha.

#### La Première Guerre mondiale
Le monument aux morts de Caudan, inauguré par Alphonse Rio, ministre de la Marine marchande, le 23 avril 1923, porte les noms de 99 soldats morts pour la France pendant la Première Guerre mondiale, dont 4 décédés sur le front belge pendant la Course à la mer, quatre décédés dans les Balkans alors qu'ils étaient membres de l'Armée française d'Orient (trois en Grèce, 1 en Serbie), deux alors qu'ils étaient prisonniers de guerre en Allemagne, 1 au Cameroun, les autres sur le sol français.
Eugène Guégan, né le 14 novembre 1888 à Caudan, agriculteur, soldat au 1er régiment de marche d'Afrique, qui faisait alors partie de l'Armée française d'Orient, fut fusillé pour l'exemple le 23 juin 1916 à Kalinova (Grèce).

#### L'entre-deux-guerres

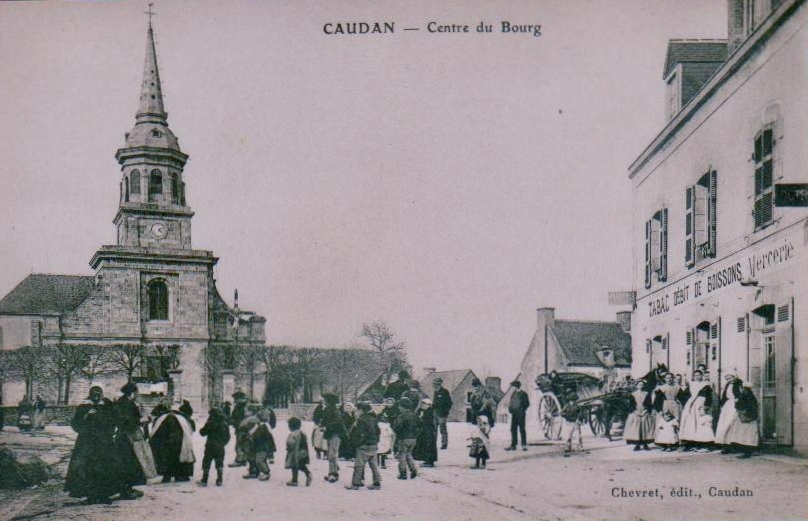
Le centre du bourg de Caudan vers 1930 (carte postale).
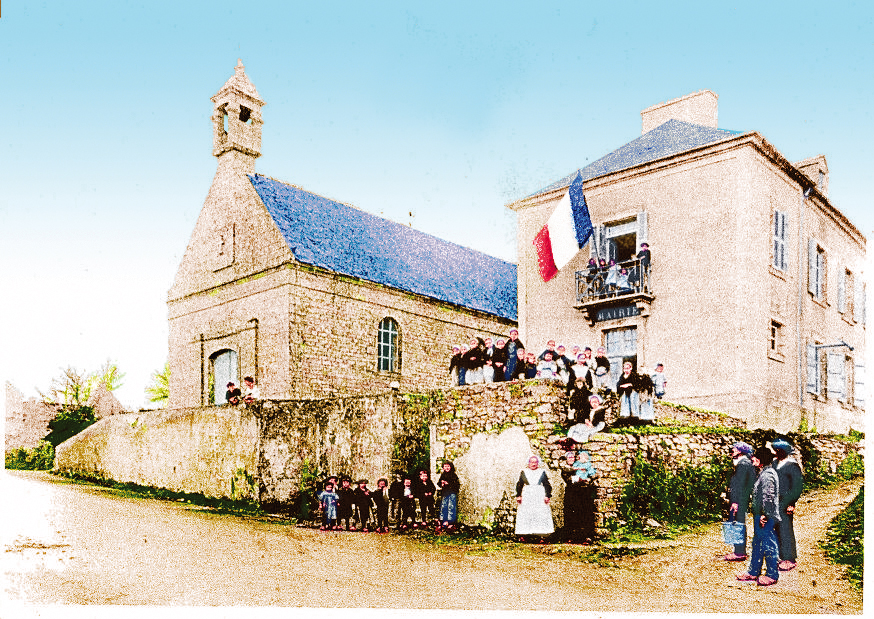
Anciennes mairie et chapelle Sainte-Croix de Caudan avant leur destruction pendant la Seconde Guerre mondiale.

#### La Seconde Guerre mondiale

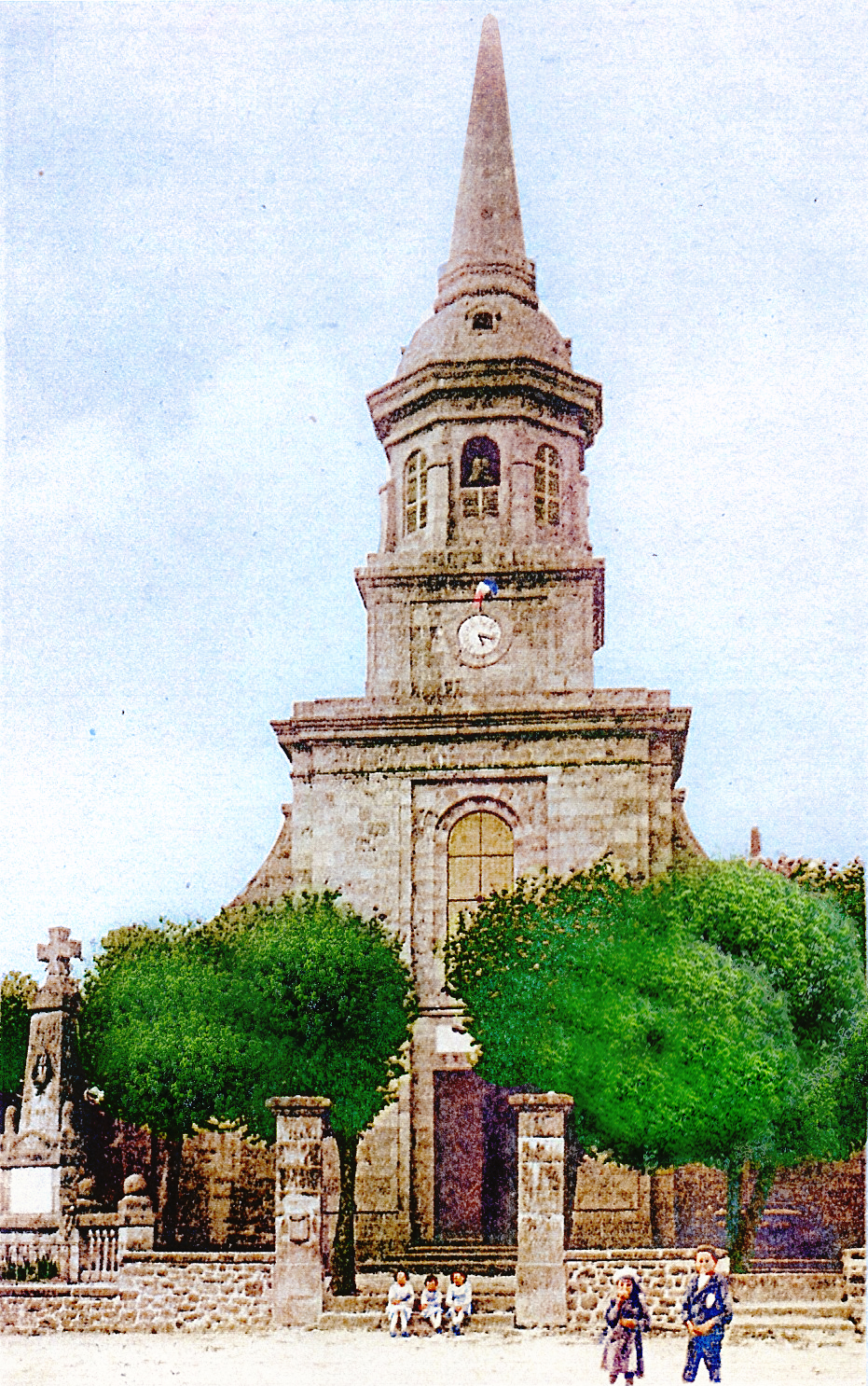
Aspect de l'ancienne église paroissiale datant du XIXe siècle avant la Seconde Guerre mondiale.

Le monument aux morts de Caudan porte les noms de 58 personnes mortes pour la France pendant la Seconde Guerre mondiale. Parmi elles, Joseph Le Roux, déporté du camp de Royallieu à Buchenwald le 17 septembre 1943, décédé le 24 décembre 1943 au camp de concentration de Nordhausen. Six Caudanais (Louis Le Lannier, 43 ans ; Louis Le Lannier fils, 14 ans ; Joseph Guillermic, 45 ans ; Laurent Guillermic, 14 ans ; Maurice Coguic, 51 ans ; Maurice Leblans, 43 ans) ont été fusillés par les Allemands le 8 septembre 1944 à Kerviec et quatre autres à la Montagne du Salut (Jean-Pierre Kerlau, 57 ans ; Marie-Joseph Kerlau, 51 ans ; Julien Kerlau, 28 ans, Charles Kerlau, 23 ans) pendant les combats de la Poche de Lorient ; Caudan a aussi dénommé une de ses places "Place Sœur Hélène" en mémoire de cette religieuse dont l'attitude fut héroïque à Caudan pendant ces combats. Trois sont des prisonniers de guerre décédés en Allemagne.
Du fait de la proximité géographique de Lorient, où l'organisation Todt a fait construire la base sous-marine pour la Kriegsmarine, Caudan subit durant la Poche de Lorient les dommages collatéraux des très abondants bombardements allemands depuis Lorient ou Groix en représailles aux destructions stratégiques opérées, début août 1944, sur la commune et alentours par les américains et la Royal Air Force. De nombreuses habitations et bâtiments de ferme sont détruits.

##### Le lagerLemp
Ce lager ou camp, destiné au repos des officiers U-boat allemands était situé sur l'étang de Kersalo et utilisait le moulin comme mess. Ouvert en mars 1943, les officiers y mènent grand train.
Le sous-marin japonais I-29 (nom de code : U-Kiefern, Matsu (松, Le pin en japonais)), commandé par le Chu-sa Takakazu Kinashi (en) arrive au port de Keroman à Lorient, le 11 mars 1944 avec du caoutchouc, 80 tonnes de tungstène, 50 tonnes d'étain et deux tonnes d'or en barres dans ses cales. L'équipage réside au Lager Lemp, va visiter Paris et est initié au football par les hommes de la 2.U-Flottille. Le 29 mars 1944, une réception est donnée aux officiers de l'I-29 au mess du Lager Lemp. Les Japonais y font découvrir à leurs alliés, les sushi, saké et autres spécialités culinaires japonaises. Ils laissent en témoignage de leur passage leurs signatures en caractères latins et japonais sur les poutres du plafond du mess. L'I-29 quitte Lorient, le 19 avril 1944, pour Penang avec 18 passagers (14 japonais et 4 allemands) et coulera au large des Philippines le 26 juillet 1944, torpillé par trois fois par le sous-marin USS Sawfish. Un seul homme d'équipage y survit.

##### Le lager Caudan
Ce lager situé à Saint-Nudec (Lanester) fut utilisé dès l'automne 1943. Il était destiné au personnel de l'Organisation Todt et consistait en 13 baraquements d'une capacité de 60 hommes. Des ouvriers du STO y étaient détenus dans un camp entouré de barbelés et gardé par des sentinelles armées. Levés à 5 h du matin, ils rejoignaient Lorient en train ou ils travaillaient de 7 h à 18 h avec une pause de 45 min à midi pour avaler une soupe. Ils rentraient au lager à 20 h et n'étaient pas couchés avant 23 h avec un sommeil entrecoupé par les raids aériens.

##### La destruction du bourg
En réplique à l'arrivée des Américains sur Caudan le soir du 7 août 1944, les Allemands bombardent la ville depuis Lorient, pendant la nuit ainsi que dans la journée du 9 août. Le 11 août 1944, l'église ainsi qu'une grande partie du bourg sont détruits par des bombardements allemands effectués depuis Lorient. En effet, le clocher de l'église étant assez élevé, les Allemands ont jugé qu'il pouvait faire office de vigie avec sa vue sur la campagne environnante et sur Lorient. Ils l'ont donc fait exploser.

##### La reddition allemande

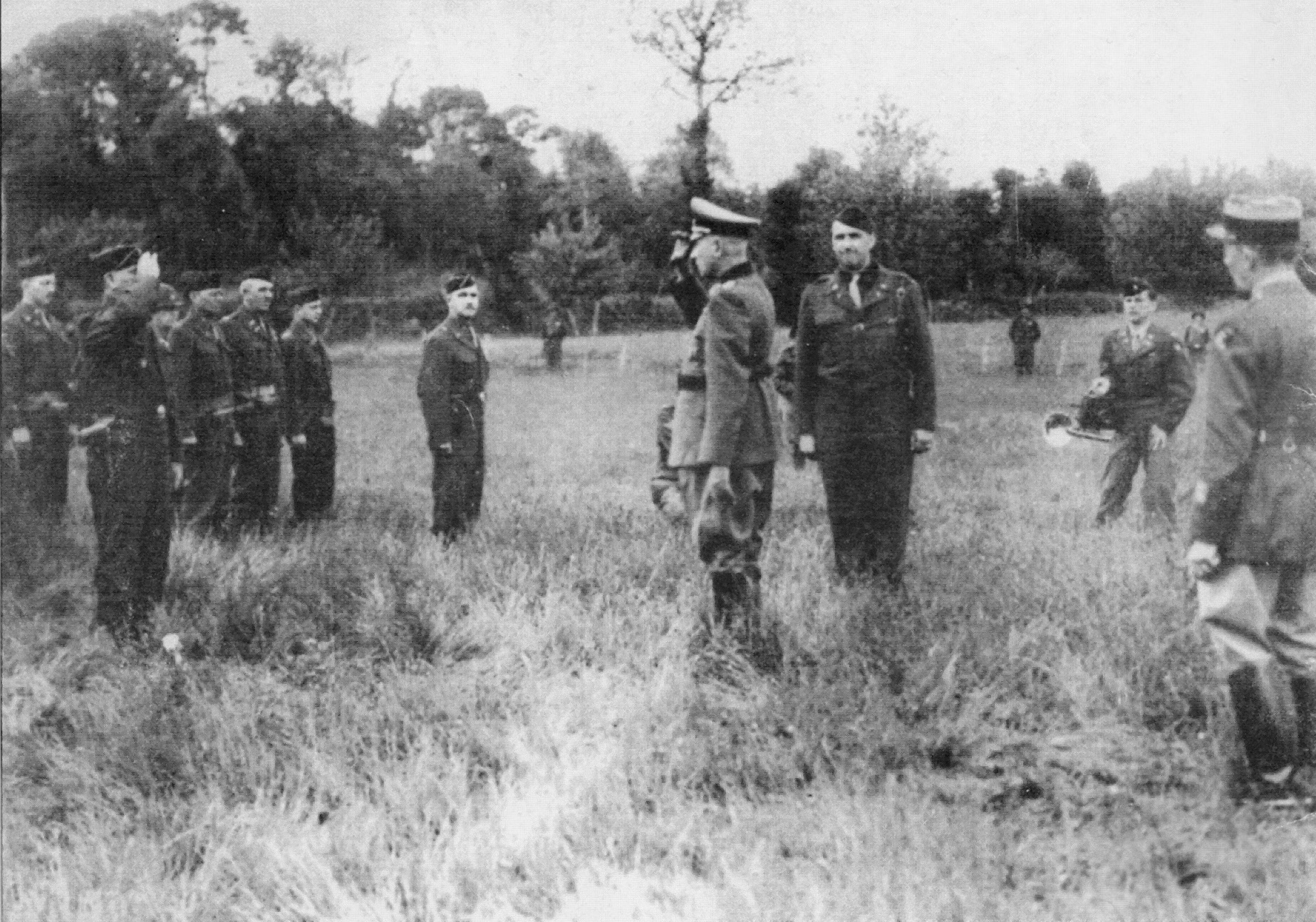
Reddition allemande dans un champ à Caudan le 10 août 1945.

Le 10 mai 1945 dans un champ de Caudan, deux jours après la libération de la Poche de Lorient, le général Wilhelm Fahrmbacher officier d'artillerie, chef du XXVe corps d'armée allemande d'occupation en Bretagne, commandant des troupes allemandes de Lorient, présente la reddition de ses troupes au général Herman F. Kramer, commandant de la 66e division d'infanterie américaine (The Black Panther Division) et au général Henri-Gustave-André Borgnis Desbordes, commandant de la 19e Division d'Infanterie et des FFI dans le Morbihan, en présence du général Francis Rollins, commandant d'artillerie américain du secteur de Lorient.
On fit une brève cérémonie, pour laquelle la Musique de la 66e Division entonna The Star-Spangled Banner et La Marseillaise. Le général Fahrmbacher et son état-major arrivèrent peu avant 16 heures escortés par le général Kramer et le colonel John W. Keating, chef d'état-major. On fit les salutations d'usages entre les trois parties auxquelles le général Fahrmbacher se plia volontiers sauf face au général Borgnis Desbordes. Après un silence embarrassé, il informa le général Kramer de la reddition sans conditions de toutes les forces allemandes sous son commandement. Il sortit alors son pistolet de son étui et le présenta au général Kramer.
L'US Army Signal Corps a immortalisé l'évènement, qui a eu lieu dans un champ près du bourg de Caudan, par un document filmographique.

#### La reconstruction et l'après-Seconde-Guerre-mondiale
Le journal L'Espoir du Morbihan écrit le 24 mars 1946 qu'à Caudan « il existe encore des gens qui logent dans les anciens abris allemands. Au bourg il existe une dizaine de baraquements ».
La ville de Caudan a reçu, des mains du président Vincent Auriol, la croix de guerre, le dimanche 23 avril 1950 à Lorient.
Un soldat originaire de Caudan, Pierre Le Capitaine est décédé pendant la guerre d'Indochine et un autre, Roger Hellégouarch, pendant la guerre d'Algérie.
Entre 1957 et 1958, une nouvelle mairie est construite par Yves Guillou et Paul Lindu, architectes. Quatre tableaux de la vie de famille en ciment moulé sont créés par Francis Pellerin : la mariée en ses voiles - Mystère de la vie ; l’épouse par son travail prépare la fructification du patrimoine ; les enfants fruits du mariage cueillent les fruits ; la conjugaison de ces dons du ciel fait la famille heureuse.
Entre 1960 et 1962, construction de la nouvelle église paroissiale Saints-Pierre-et-Paul qui est consacrée le 12 avril 1962.
Le 2 juillet 1965, la SBFM (Société Bretonne de Fonderie et de Mécanique) est inaugurée par Georges Pompidou, Premier ministre, sur la zone de Kerpont-Bras à Caudan. Elle est au départ une fonderie filiale de la Régie Renault. En 1967, elle emploie 292 ouvriers des Forges d'Hennebont fermées en 1966 après 106 ans d'existence.
Le 13 janvier 1971, le centre hospitalier spécialisé Charcot en qualité d'établissement public de santé spécialisé en psychiatrie ouvre.
En 1974 la commune adhère au Sivom de Lorient avec les communes de Lanester, Lorient, Larmor-Plage, Ploemeur, Quéven. Une intercommunalité de services appliquée aux transports, à la sécurité incendie, au traitement des déchets se met en place. Le Sivom devient District du pays de Lorient en 1990, Cap L'Orient en 2000, puis Lorient Agglomération le 2 avril 2012, regroupant 191 716 habitants en 2008.

### LeXXIesiècle
En 2007 : Ouverture d'une nouvelle unité de stabilisation des déchets ménagers, unique en France[réf. nécessaire] à impact modéré sur l’environnement.
Le 3 janvier 2011 : Ouverture d’une Unité Centrale de Production Alimentaire, décidée par le Groupement d'intérêt public de la restauration inter-hospitalière de Blavet-Scorff afin de desservir l’ensemble des sites du Centre Hospitalier Bretagne Sud et du Centre Hospitalier Charcot à Caudan. L’unité Centrale produit et distribue 6 000 repas 7 jours sur 7 en liaison froide.

## Démographie
Dans le tableau ci-dessous, sont comptabilisées de 1793 jusqu'à 1906 les populations de Caudan et de Lanester, ce qui explique la chute conséquente d'habitants lors du recensement de 1911, après la création de la commune de Lanester.
L'évolution du nombre d'habitants est connue à travers les recensements de la population effectués dans la commune depuis 1793. Pour les communes de moins de 10 000 habitants, une enquête de recensement portant sur toute la population est réalisée tous les cinq ans, les populations de référence des années intermédiaires étant quant à elles estimées par interpolation ou extrapolation. Pour la commune, le premier recensement exhaustif entrant dans le cadre du nouveau dispositif a été réalisé en 2008.

En 2022, la commune comptait 7 110 habitants, en évolution de +4,81 % par rapport à 2016 (Morbihan : +3,82 %, France hors Mayotte : +2,11 %).
| 1793  | 1800  | 1806  | 1821  | 1831  | 1836  | 1841  | 1846  | 1851  |
| ----- | ----- | ----- | ----- | ----- | ----- | ----- | ----- | ----- |
| 3 242 | 3 619 | 3 450 | 3 496 | 3 475 | 3 374 | 3 018 | 3 059 | 3 954 |

| 1856  | 1861  | 1866  | 1872  | 1876  | 1881  | 1886  | 1891  | 1896  |
| ----- | ----- | ----- | ----- | ----- | ----- | ----- | ----- | ----- |
| 4 069 | 4 755 | 5 167 | 5 478 | 5 707 | 6 458 | 7 279 | 7 670 | 7 999 |

| 1901  | 1906  | 1911  | 1921  | 1926  | 1931  | 1936  | 1946  | 1954  |
| ----- | ----- | ----- | ----- | ----- | ----- | ----- | ----- | ----- |
| 9 011 | 9 646 | 2 487 | 2 393 | 2 376 | 2 396 | 2 317 | 2 141 | 2 536 |

| 1962  | 1968  | 1975  | 1982  | 1990  | 1999  | 2006  | 2008  | 2013  |
| ----- | ----- | ----- | ----- | ----- | ----- | ----- | ----- | ----- |
| 2 665 | 2 686 | 4 764 | 5 819 | 6 674 | 6 744 | 6 810 | 6 839 | 6 747 |

| 2018  | 2022  | - | - | - | - | - | - | - |
| ----- | ----- | - | - | - | - | - | - | - |
| 6 891 | 7 110 | - | - | - | - | - | - | - |

## Politique et administration

### Liste des maires
| Période         | Période         | Identité                   | Étiquette | Qualité |
| --------------- | --------------- | -------------------------- | --------- | --- |
| 1790            | 1792            | Louis Le Ferrant           |           | |
| 1792            | 1793            | Joseph Guiguen             |           | |
| 1793            | 1795            | Joseph Le Pitre            |           | |
| novembre 1800   | 1815            | Julien Jaffray             |           | Laboureur. |
| 1815            | 1832            | Louis Le Ferrant           |           | |
| 1832            | 1833            | François Le Cren           |           | |
| 1833            | 5 août 1848     | Jacques François Le Bellec |           | Cultivateur. Nommé par le roi en 1835, 1839 et 1843.                                                                |
| 6 août 1848     | 29 avril 1849   | Yves Hubert Le Floc'h      |           | Lieutenant de vaisseau, chevalier de la Légion d'honneur.                                                           |
| 1er mars 1849   | novembre 1852   | Mathurin Le Ferrand        |           | Percepteur. |
| 9 novembre 1852 | 26 février 1853 | Louis Le Goff              |           | Cultivateur. Assure l'intérim du maire.                                                                             |
| 5 mars 1853     | 23 mars 1871    | Victor-Adolphe Bruyère     |           | Nommé par l'Empereur                                                                                                |
| 24 mars 1871    | avril 1884      | Pierre Courtet             |           | |
| mai 1884        | décembre 1889   | Joseph Guyomar             |           | Agriculteur. |
| février 1890    | juillet 1894    | Yves Guyomar               |           | Propriétaire. Fils de Joseph Guyomar, maire précédent.                                                              |
| juillet 1894    | 28 juin 1903    | Jean-Pierre Kerdavid       | Rad.      | Marchand de vins. Conseiller général.                                                                               |
| 28 juin 1903    | mai 1908        | Abel Graindorge            |           | Propriétaire de faïencerie                                                                                          |
| mai 1908        | 1918            | Joseph Mouello             |           | |
| 1918            | 1925            | Joseph Le Portz            |           | |
| 1925            | 1959            | Louis Le Leannec           | RI-DVD    | Sénateur du Morbihan (1948-1959) Président de la Chambre d'agriculture du Morbihan                                  |
| mars 1959       | mars 1971       | Jean-Marie Gaudin.         | DVD       | Cultivateur. |
| mars 1971       | mars 1977       | Jean Le Goulias            | DVD       | |
| mars 1977       | mars 2001       | Joseph Le Ravallec         | DVD       | Agriculteur et responsable au sein d'organismes de gestion du secteur agricole                                      |
| mars 2001       | 23 mai 2020     | Gérard Falquerho           | DVD       | Ingénieur retraité Conseiller départemental (depuis 2015)                                                           |
| 23 mai 2020     | En cours        | Fabrice Vély               | DVD       | Ingénieur Adjoint chargé des associations de son prédécesseur 12e vice-président de Lorient Agglomération (2020 → ) |

## Économie

### Secteur primaire
Commune essentiellement rurale, Caudan a cependant vu le nombre de ses agriculteurs régulièrement régresser depuis une vingtaine d'années. Les agriculteurs nés dans les années 1950 représentent une bonne part de l'ensemble de cette CSP sur la commune.
Le produit de l'agriculture de Caudan est relativement diversifié :
- cultures céréalières : blé, maïs (grain et ensilage), colza, tournesol, sarrasin
- cultures maraîchères : choux-fleurs, chou de Milan, céleris, haricots, petits pois, carottes, tomates, fraises, kiwis, cucurbitacées, etc.
- élevage : bovin (races laitières essentiellement), porcin, aviaire (poulet, dinde)

L'agriculture est organisée selon le système de la Coopérative agricole[réf. nécessaire]. Cette dernière récupère le fruit de la moisson/cueillette de plusieurs agriculteurs et se charge de négocier les prix avec les acheteurs. En contrepartie, l'agriculteur doit respecter un cahier des charges incluant les qualités de poids, d'aspect, de calibre ; l'usage d'engrais et de produits phytosanitaires prévus.
Une ancienne variété de pomme de terre, appelée la « Rouge de Caudan » a été sauvée de l'oubli au jardin de Saint-Urchaud à Pont-Scorff.

### Secteur secondaire
La SBFM (Société Bretonne de Fonderie et de Mécanique) est une des rares sociétés de transformation de matières premières minérales de la commune. Elle est issue du transfert des forges-fonderies Renault de Billancourt par volonté de l'État, sous le ministère de Georges Pompidou. Menacée de fermeture en l'absence de repreneur, une reprise par Renault au 1er septembre est confirmée le 29 juin 2009, après d'âpres négociations et des mois de conflit menées par les 538 salariés, soutenus par la CGT et la CFE-CGC. Elle vient à point face au redressement judiciaire du 20 janvier 2009, avec la promesse de conserver les emplois en CDI. La SBFM reprise par Renault fin 2009 s'appelle désormais « Fonderie de Bretagne ». Ses objectifs en 2010 : réduire les pertes (18 M€ en 2009, objectif 20 107 M€), remise en état du bâti, modernisation des installations, amélioration de la qualité des pièces produites. Des aides obtenues de l'État, de la région, du département et de la communauté d'agglomération du pays de Lorient (Cap l'Orient Agglomération) permettront avec l'implication de chacun des salariés de maintenir un niveau de performance compatible avec le niveau du marché et être concurrentiel avec les autres fonderies faisant le même métier.
Mais en mars 2021 le groupe Renault a annoncé qu'il cherchait un repreneur pour la "Fonderie de Bretagne", qui emploie encore 350 salariés. En juillet 2022 un repreneur, un fonds d'investissement allemand, "Callista Private Equity", reprend la fonderie de Bretagne de Caudan pour un euro symbolique
Le 20 décembre 2024, Renault Group refuse l'offre de reprise par Private Assets qui promettait 11 000 tonnes de production et une poursuite de la diversification avec l'appui financier de l'Etat, de la Région et de l'agglomération.
En redressement judiciaire depuis le 22 janvier 2025, l'usine est reprise le 25 avril 2025 par Europlasma avec pour objectif, dans un contexte de réarmement, la production de 24 000 corps d'obus par jour.
Les villes environnantes accueillent cependant un nombre important de sociétés agro-industrielles qui transforment les fruits de l'agriculture et de l'élevage locaux.
L'agro-industrie représente donc une forte proportion du bassin de l'emploi local et régional.

### Secteur tertiaire
Caudan dispose d'une zone industrielle répartie le long de la RN 165 accessible via l'échangeur de Caudan, elle fait face à celle de Lanester. Les secteurs d'activité présents sont le commerce, les services, la construction, l'industrie et l'agriculture/pêche. Le pôle industriel et commercial de Kerpont situé sur Caudan et Lanester regroupe la plus grande concentration d'entreprises du Morbihan, soit près de 300 établissements pour plus de 5 000 salariés.

## Enseignement
L'enseignement public est assuré par l'école maternelle publique Claude-Debussy et l'école élémentaire publique Jules-Verne. Quant au privé il est assuré par le groupe scolaire Saint-Joseph - Sainte-Anne. L'école Saint-Joseph accueille les élèves de la maternelle à la troisième, et l'école Sainte-Anne accueille les élèves du CP au CM2. La commune dispose d'un centre de loisirs sans hébergement dans un cadre de verdure, entièrement clôturé, est organisé pour les enfants de 3 à 12 ans de la commune en périodes de vacances et les mercredis.

## Langue bretonne, culture bretonne
Caudan (Kaodan) appartient au Bro Gwened Izel (Pays-Bas-vannetais), ancien Broërec. Elle appartenait aux présidial et sénéchaussée d'Hennebont ou Kemenet-Héboé[réf. souhaitée].
Le maire actuel s'est engagé dans son projet de mandature 2008-2014, « à signer la charte « Ya d'ar brezhoneg » et en concertation avec Tarzh An Deiz à mettre en place une signalétique des équipements publics en langue bretonne. ». L’adhésion à la charte Ya d'ar brezhoneg label 1 a été votée par le conseil municipal le 30 septembre 2010 et signée le 2 juillet 2012[réf. souhaitée].
Depuis 2006, chaque année en mars, l'association Tarzh An Deiz organise le concours du Kan ar Bobl (Pays de Vannes) à Caudan. Les participants y font découvrir leur maîtrise dans les catégories « Groupe scolaire », « Chant à écouter », « Chant à danser », « Chant accompagné », « Conte et déclamation » pour le Vannetais[réf. souhaitée].
Une classe bilingue a été ouverte à l’école catholique Saint-Joseph à la rentrée 2013. 70 enfants y sont inscrits pour l'année scolaire 2017.

### Le costume traditionnel
Le costume traditionnel porté quotidiennement jusqu'à la Seconde Guerre mondiale est celui de Lorient.
La femme porte :

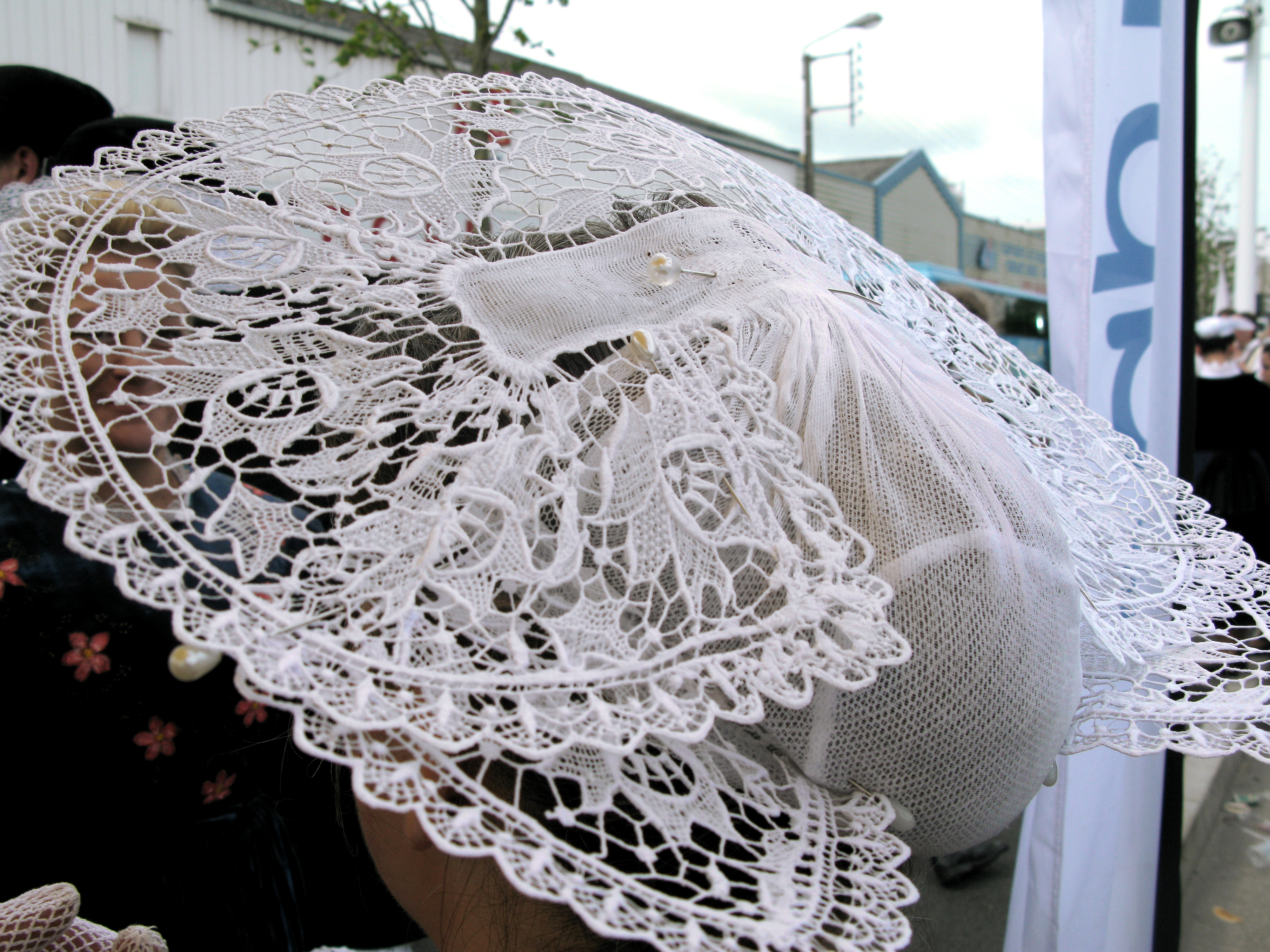
La coiffe de Lorient, mode années 1930-1940.

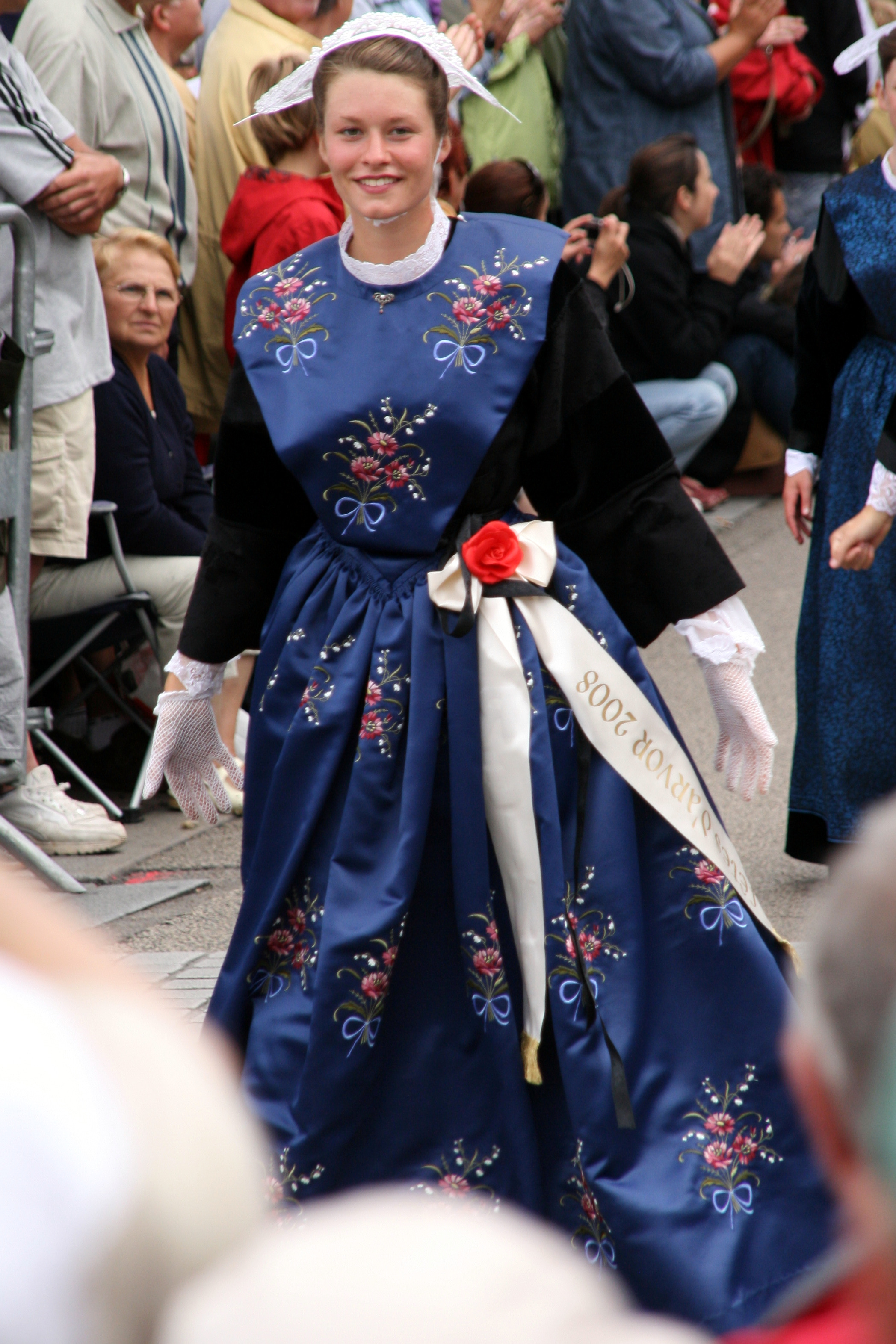
Le costume de Lorient porté entre 1900 et 1930.

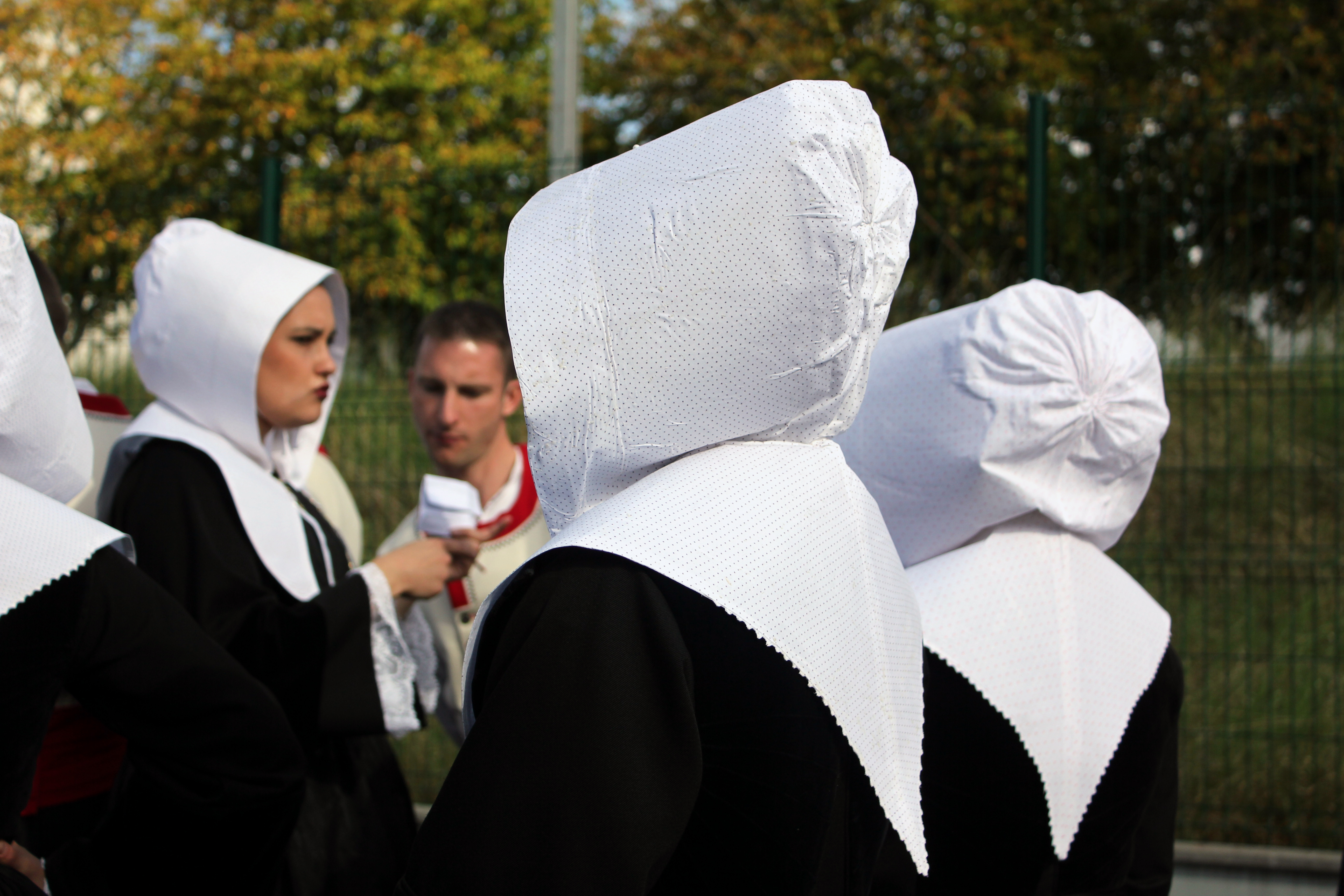
Le Kapot gris, coiffe d'été lorientaise en tissu blanc à pois gris, portée jusque vers 1915.

- une coiffe de dentelle posée sur un chignon haut sur l'arrière du crâne. Elle se compose d'un béguin porté tous les jours, et d'une coiffe (l'aéroplane) posée par-dessus et maintenu par des épingles ;
  - pour le mariage, le front, comme la taille, est ceint d'une légère couronne de fleurs d'oranger qu'il était d'usage de conserver sous une cloche de verre en souvenir de ce jour ;
  - en cas de deuil, la dentelle ajourée de la coiffe est abandonnée pour une dentelle fine, opaque et sans motif ;
  - jusqu'au début du XXe siècle elle porte par-dessus la coiffe, le capot noir en période hivernale et le capot gris (blanc à pois noirs) en période estivale ;
- par-dessus une guimpe blanche ajourée de dentelles, une camisole de lin cousu sur un corset, souvent doublée de satin, soie ou velours selon les moyens. Les manches de la camisole sont doublées d'une hauteur de velours équivalant celle du jupon ; elles laissent apparaître des manchons blancs ajourés de dentelles ;
- par-dessus le jupon, une jupe de satin noir avec une bande de velours noir plus ou moins large selon la richesse de la famille ;
- par-dessus le tout, un tablier de velours (noir, bleu roi, pourpre, vert émeraude sombre... ces couleurs sombres faisaient également partie du costume de la mariée). Trois tabliers différents étaient prévus pour les 3 jours de noces) dont la partie haute (le danter) couvre toute la poitrine et les épaules. Le tablier peut être peint ou cousu — aux fils d'or et d'argent ou de verroteries brillantes — de motifs floraux ;
- un sautoir de métal simple (du fait du financement de la guerre par l'or des citoyens) formé d'anneaux ovales sertis de filigranes, souvent attachée sur le côté à la ceinture du tablier par un coulant ; ainsi qu'une broche de même, ouvragée d'une étoile et de motifs floraux, fixée sur l'encolure du danter entre les clavicules. On attache au sautoir une montre à gousset cachée dans la ceinture de la jupe.

L'homme porte :
- une chemise blanche à col court, souvent plastronnée de plis cousus ;
- un gilet sans manches en drap noir doublé de velours noir boutonné sur deux rang verticaux ; une fois fermé, il laisse apparaître la chemise par un col en U dont la base de l'arrondi est au niveau du plexus ;
- une veste (Kramailhon - ar C'hramailhon (du français « camail »)) de drap noir non fermée, dont la longueur de la doublure de velours des manches dépend de la fortune ;
- un chapeau de peau de castor ou de taupe cerclé d'un large ruban de velours noir pincé à l'avant, vers le bas, par une boucle ovale — d'or ou d'argent — travaillée ;
- un pantalon noir.

### La transmission orale en breton par le chant et le conte
Plusieurs chants ont été collectés à Caudan dont la Chanson du cidre nouveau (Son ar chistr nehué), La Rose de Caudan (Rozen Kaodan) collecté par Loeiz Herrieu, Les filles de Caudan (Merc'hed Koadan) composé contre les filles de Caudan par des tailleurs cousant sous un chêne, mécontents de n'avoir eu assez à manger, car ils n’eurent que de la soupe. Parmi les autres chants ayant Caudan pour sujet, on notera Trois jeunes filles du bourg de Caudan sont allées se promener à Lorient pour trouver l'amour (Teir merc'h yaouank a vourc'h Kaodan zo aet da vale d'an oriant da glask galant), Dans la paroisse de Caudan, il se dit que... (E parrez Kaodan e larer), Le Chantier de Caudan (Chantiér Kaodan) dont plusieurs archives sonores sont conservées par Dastum.

### LeGouren, lutte bretonne très appréciée
Le journal La Dépêche de Brest écrit en 1928 :
« Caudan, la fête sportive : (...) Comme dans toutes les fêtes de la région, les luttes [bretonnes] ont été le clou de la journée. Sous un soleil de plomb plus de 2 000 personnes s’entassaient autour de la lice pendant 4 heures qui ont semblé courtes. Dans toutes les maisons entourant la petite place, les fenêtres étaient occupées. Des jeunes gens étaient perchés dans les tilleuls et d’autres, pour voir de plus haut, étaient montés dans le clocher voisin. C’est qu’à Caudan on a, bien ancrée, la passion de ce sport de Bretons. (...) En dépit de toute leur énergie, les arbitres ont souvent bien de la peine à imposer leurs décisions au public, pas toujours impartial. C’est que chaque lutteur a dans ses concitoyens présents des partisans bruyants et acharnés. »

## Culture locale et patrimoine

### Environnement
La commune possède 4 fleurs au concours national des villes et villages fleuris en 2016.

### Lieux et monuments
- Dolmen de Nelhouët classé au titre des monuments historiques par arrêté du 9 janvier 1978[103].

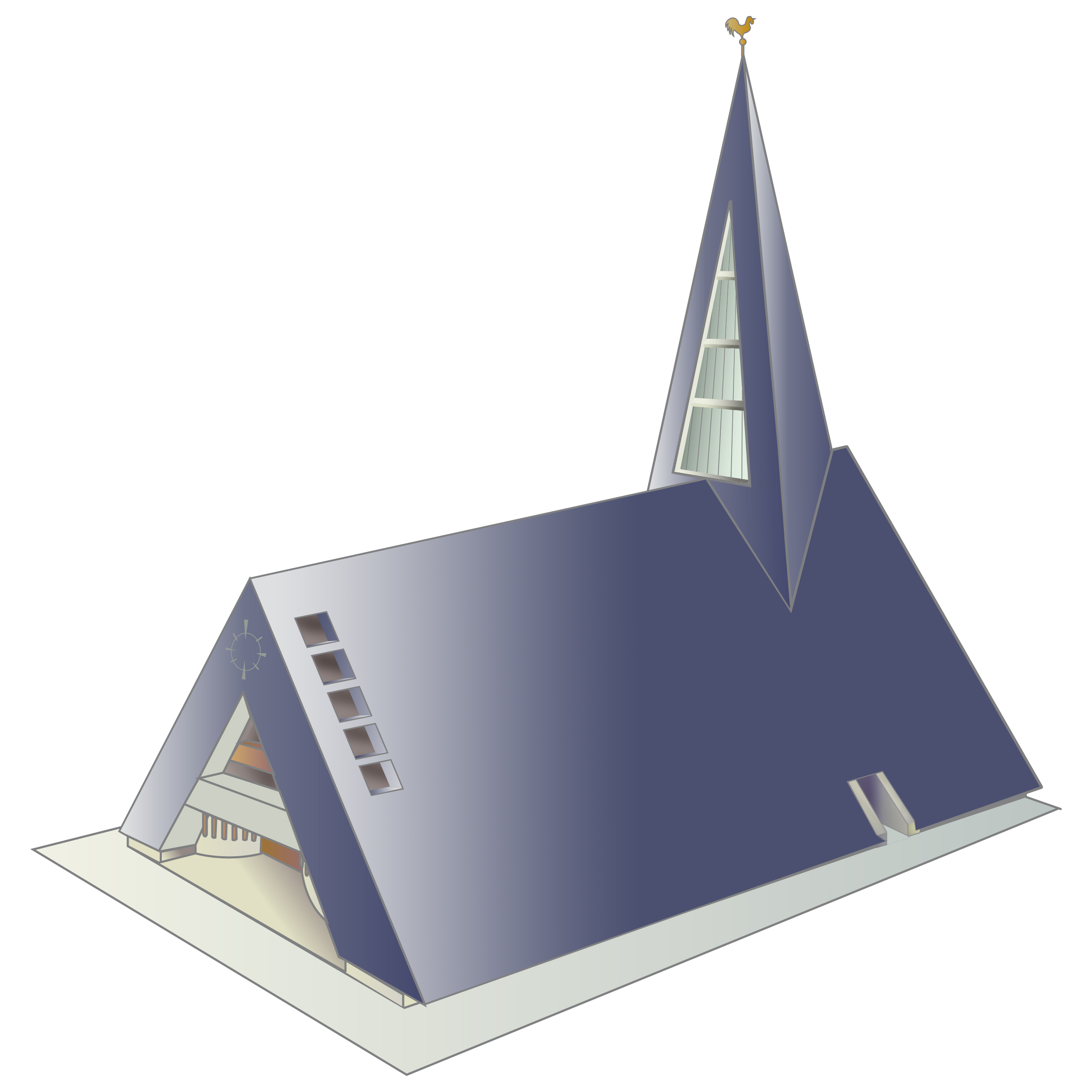
Église de Caudan

- Église paroissiale Saints-Pierre-et-Paul : Église de Caudan  L'ancienne église, construite sur les ruines d'une plus ancienne ruinée dès 1710, datait du 28 juin 1722. Reconstruite au début du XIXe siècle, restaurée en 1898. Elle est détruite en 1944 aux explosifs par l'armée allemande. Elle fut reconstruite en 1960-62 à la suite du chantier de la mairie par Yves Guillou et Paul Lindu, architectes.

Par sa forme de tente, elle renvoie au Tabernacle des Hébreux, tente de la rencontre avec Dieu qui abritait l'Arche de l'Ancienne Alliance'. Le Tabernacle chrétien renferme le pain et le vin de la Communion, symbole de la Nouvelle Alliance, tout comme la Vierge Marie, Nouvelle Arche d'alliance, a porté Jésus en son sein. Un chemin de croix en bronze vert sur ardoises scellées au sol et les douze apôtres en chêne du porche de l'église sont l'œuvre de Francis Pellerin (1915-1998), sculpteur rennais (grand prix de Rome en 1944 avec L’Amazone blessée et dévêtue de sa tunique dorienne s’est retirée du combat). Il réalise également les vitraux de la crypte, les fonts baptismaux et la grand croix du maître-autel. Jusqu'à la reconstruction de l'église, la célébration des messes eu lieu dans un baraquement en bois.
- Chapelle du Trescouët (Chapel an Treuzkoed) (XIIe siècle), entre Hennebont et Pont-Scorff, dédicacée à Notre-Dame-des-Neiges (Itron Varia an Erc'h) en français elle l'est à Notre-Dame de la Force en breton (Itron Varia an Nerzh) ou aussi à Notre-Dame du Mont (Itron Varia an Nec'h) du fait de sa proximité du point culminant (84 m) de la paroisse. Le pardon a lieu le premier dimanche du mois d'août. Une fontaine est rattachée à cette chapelle et son eau a, dit-on, le pouvoir de donner la force ; ainsi frictionne-t-on par exemple les jambes d'un bébé qui tarde à marcher. Les adultes doivent plonger le bras dans la fontaine de sorte qu'une fois ressorti, quelques gouttes coulent vers le torse[104]. On avait l'habitude de débiter le premier cidre nouveau de l'année à l'assemblée du Trescouët[105]. Avant l'apparition des autobus, on allait au Trescouët à pied ou en char-à-bancs et la jeunesse dansait sur le parcours à Kerroc'h et au Poteau Rouge[106]. Dans les archives de la paroisse de Saint-Caradec-Hennebont, on relève la bénédiction d'une cloche pour la chapelle le 4 août 1697 (par Bertrand Le Folgoc, sieur de Saint-Sulan et Jeanne Le Livec, épouse de René Geffroy, écuyer, seigneur de la Villeblanche, Kernivinen, Kerguen) celle d'une autre donnée par Mathurin Vary le 14 octobre 1776[107].

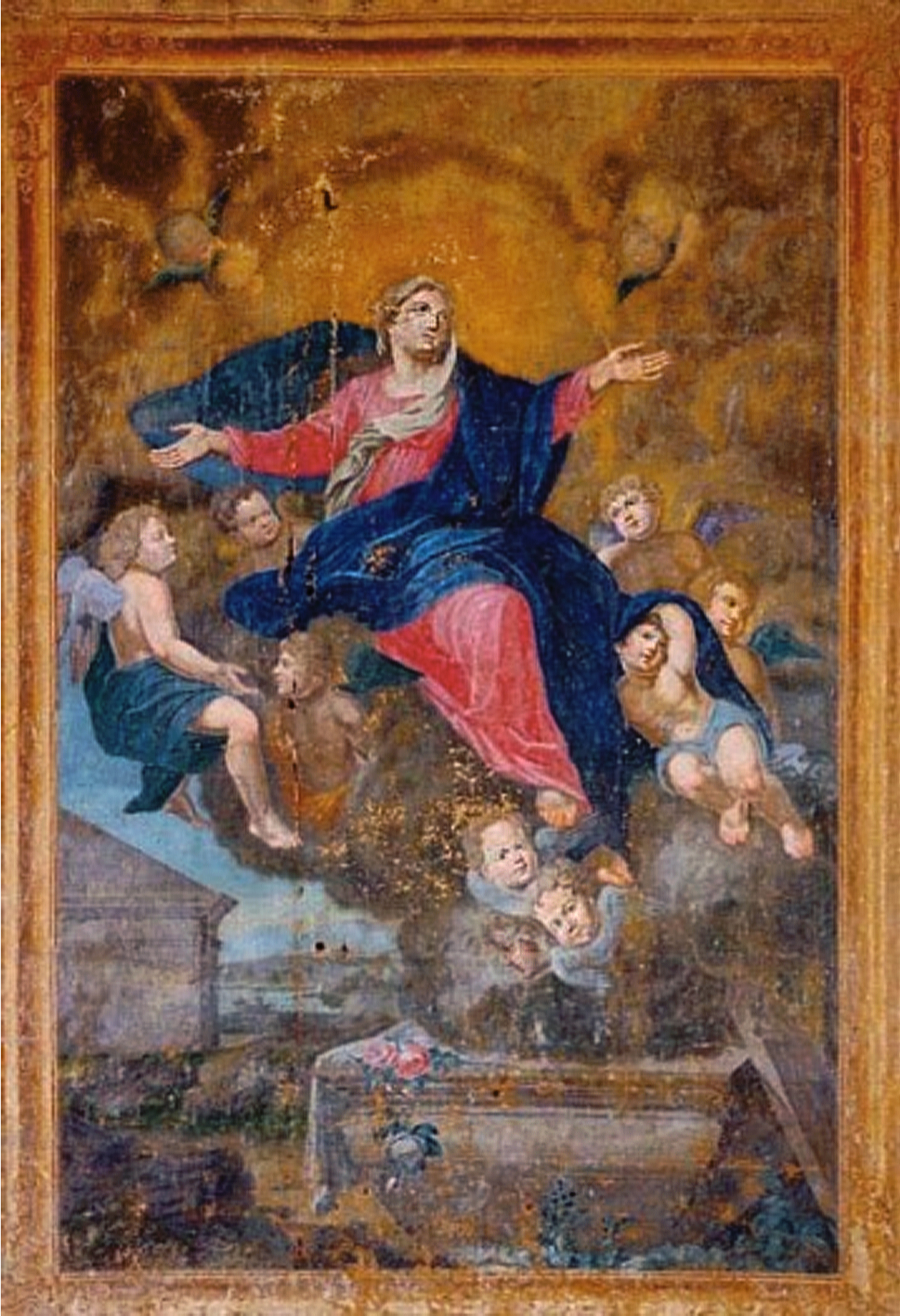
Tableau de L'Assomption ornant à l'origine l'autel de la chapelle ND des Neiges et obturant la fenêtre gothique. Il est ensuite relégué dans le bras nord du transept et a été restauré en 2015. L'artiste du XIXe siècle s'est inspiré d'une toile de Nicolas Loir (1624-1679), peinte en 1679 pour la cathédrale de Quimper (aujourd'hui visible à l'église de Rosporden) et d'une eau-forte de Carlo Maratta correspondant au courant artistique de Philippe de Champaigne, de Laurent de La Hyre, de Guido Reni et de Giovanni Battista Salvi dans un style propre à la Réforme catholique. On peut voir un tableau très similaire dans la chapelle Notre-Dame de Bon Secours de Kersaint à Landunvez, dans l'église Saint Jean-Baptiste de Lézardrieux, à Argentré-du-Plessis, dans l'Église Saint-Martin de Lurcy-Lévis dans l'Allier, dans l'Église Notre-Dame-en-son-Assomption de Crévéchamps en Meurthe-et-Moselle, dans l'église de Loye-sur-Arnon, dans l'église Saint-Symphorien de Pouzioux, dans l'église de La Jalabertie à Saint-Félix-Lauragais ainsi qu'à Saint-Chels et à Lentillac-Saint-Blaise.

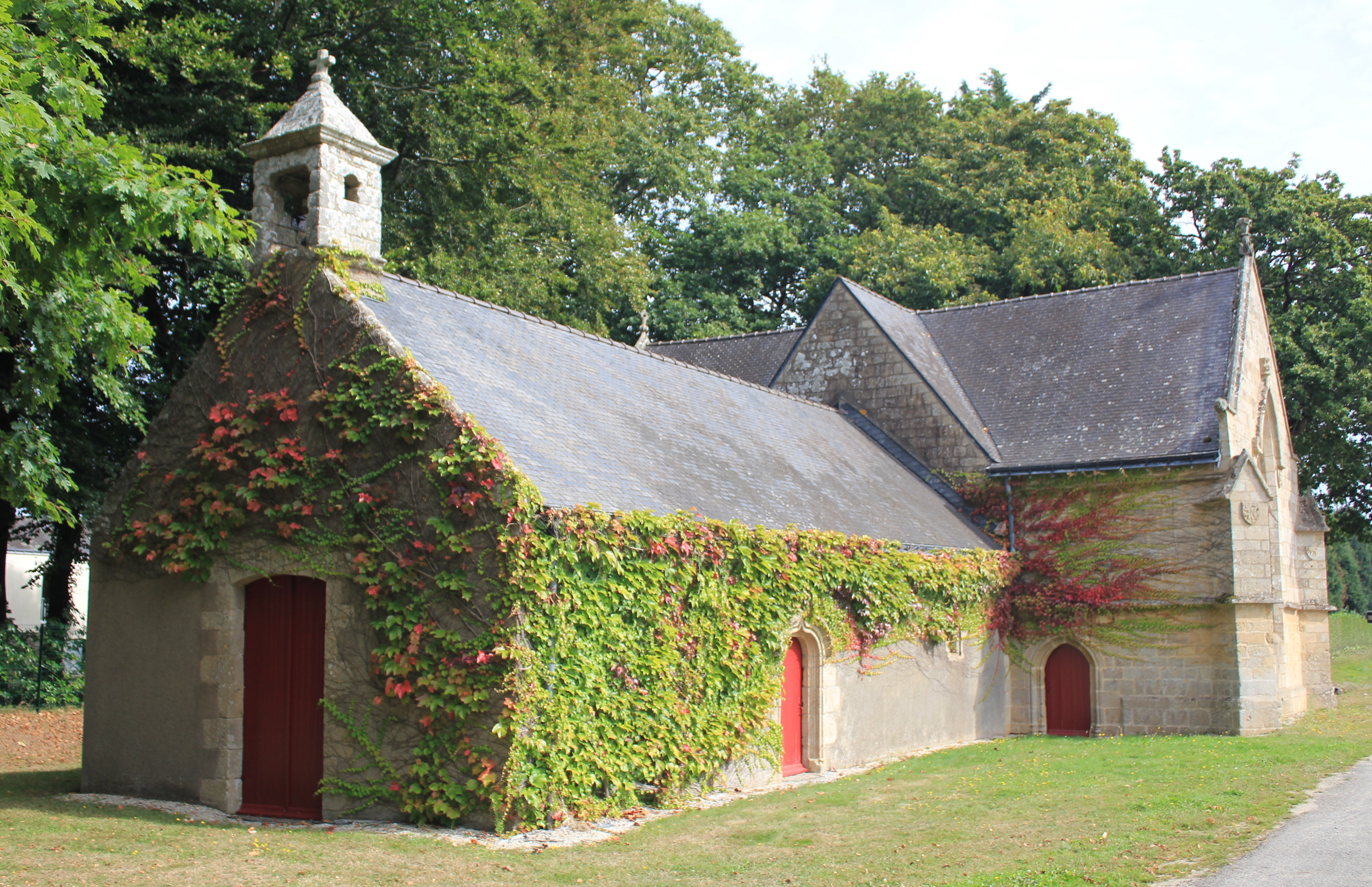
Chapelle Notre-Dame-de-Trescoët : vue extérieure d'ensemble depuis le sud-ouest.
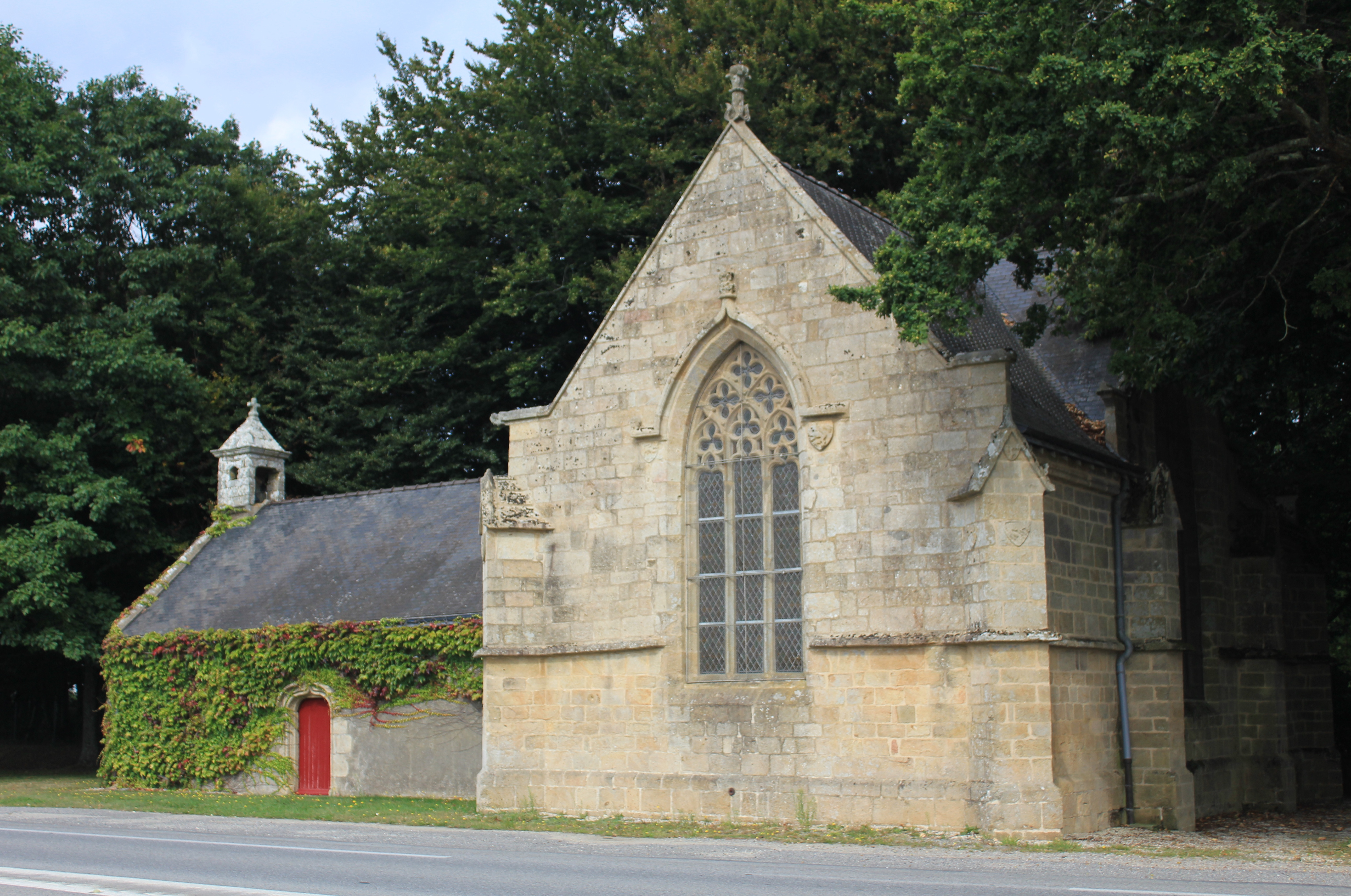
Chapelle Notre-Dame-de-Trescoët : vue depuis le sud.
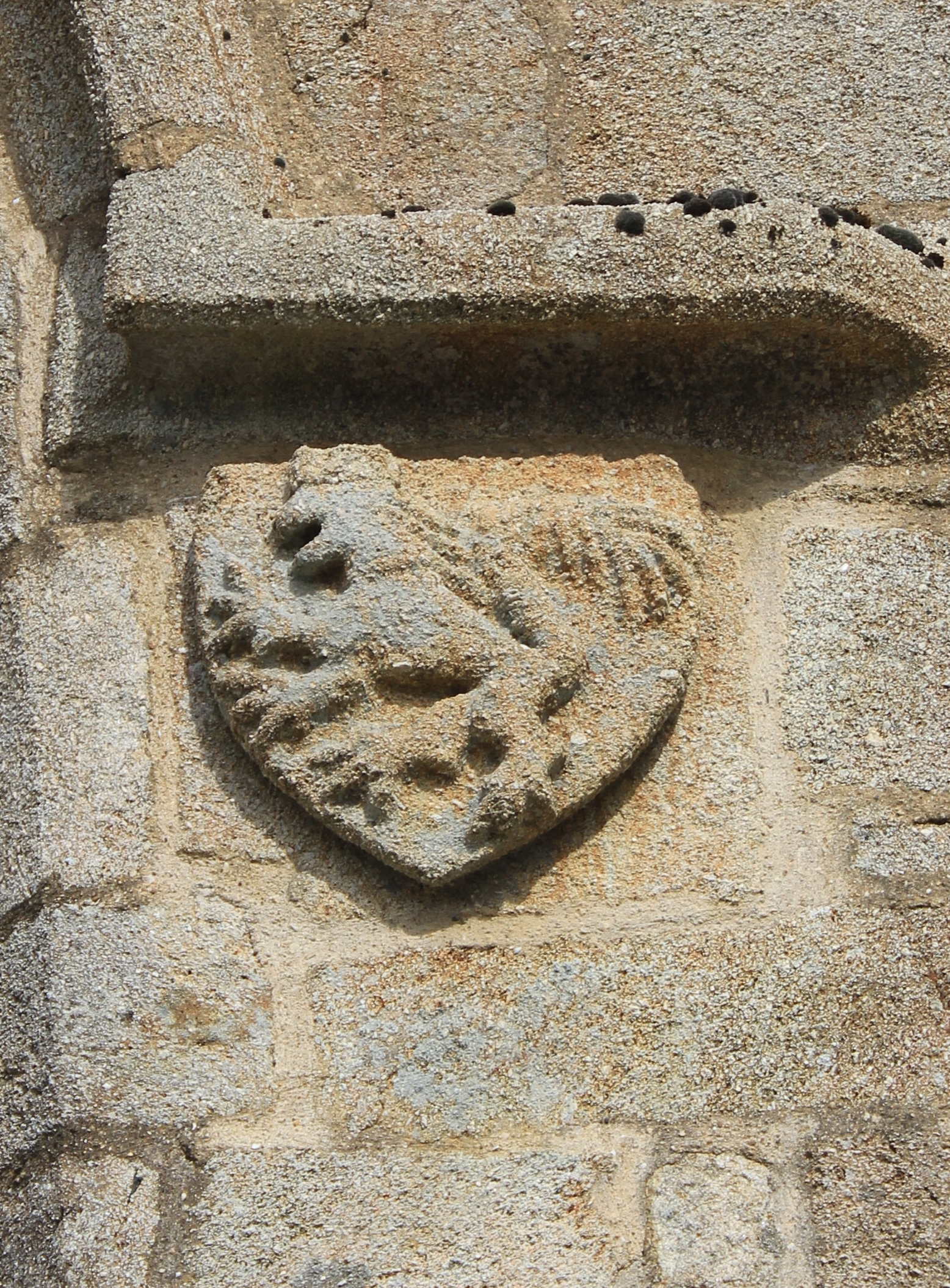
Chapelle Notre-Dame-de-Trescoët : blason située au sud-est de la façade sud.

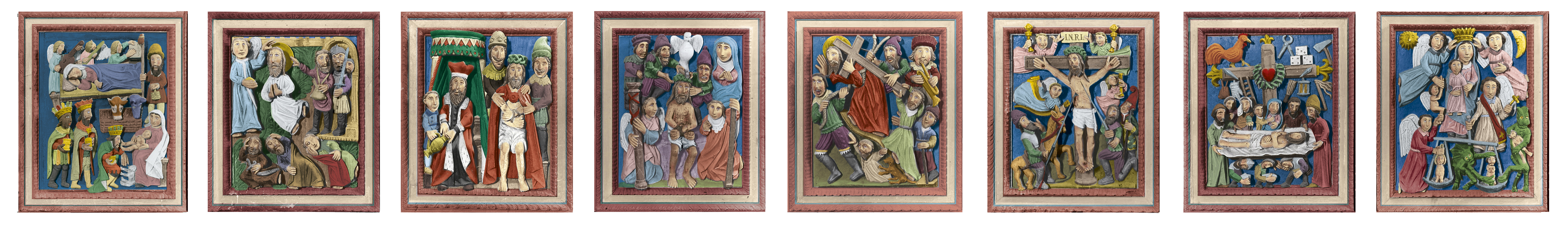
Chapelle Notre-Dame-de-Vérité : panneaux en bois polychromes du jubé représentant la naissance, l'épiphanie et la Passion du Christ ainsi que le secours de la Vierge Marie lors du jugement des âmes

- Chapelle Notre-Dame-de-Vérité (Chapel Itron Varia ar Wirionez) (première moitié du XVIe siècle avec adjonction d'un bas-côté nord dans le premier quart du XVIIe siècle et d'une sacristie au début du XIXe siècle) ; la porte sud de style flamboyant tardif présente un décor en accolade ornée de choux frisés d'un fleuron et de deux pilastres de hauteur inégale. Un banc en pierre, destiné aux pèlerins, court le long du mur à l'extérieur. De son jubé, daté de 1612, subsistait huit panneaux en bois polychrome qui représentaient les Apôtres et des scènes de la Vie et de la Passion du Christ, mais ils ont disparu dans la destruction de l'hospice de Kergoff[111] pendant la Seconde Guerre mondiale. La chapelle possède des statues du Christ en croix, d'une Vierge à l'Enfant et de saint Corneli. Autrefois une roue de justice rassemblait en ce lieu ceux qui désiraient se soumettre au jugement de Dieu, ce qui a donné son nom à la chapelle. Associée à la fontaine de Kerblaye (fontaine de dévotion datant de 1765 et située à une centaine de mètres de la chapelle), qui fait passer la fièvre des enfants, surnommée aussi chapelle du Nelhouët (en breton an Elvoed, signifiant La Peupleraie ou an elhouët, l'"ange de la forêt", en raison de la présence d'un ange aux ailes déployées sculpté sur une gargouille), et située à Kerblaye. Lors du pèlerinage en ce lieu le second dimanche de juillet, on a coutume de chanter un cantique breton de trente-huit couplets relatant quelques-uns des miracles obtenus ici.

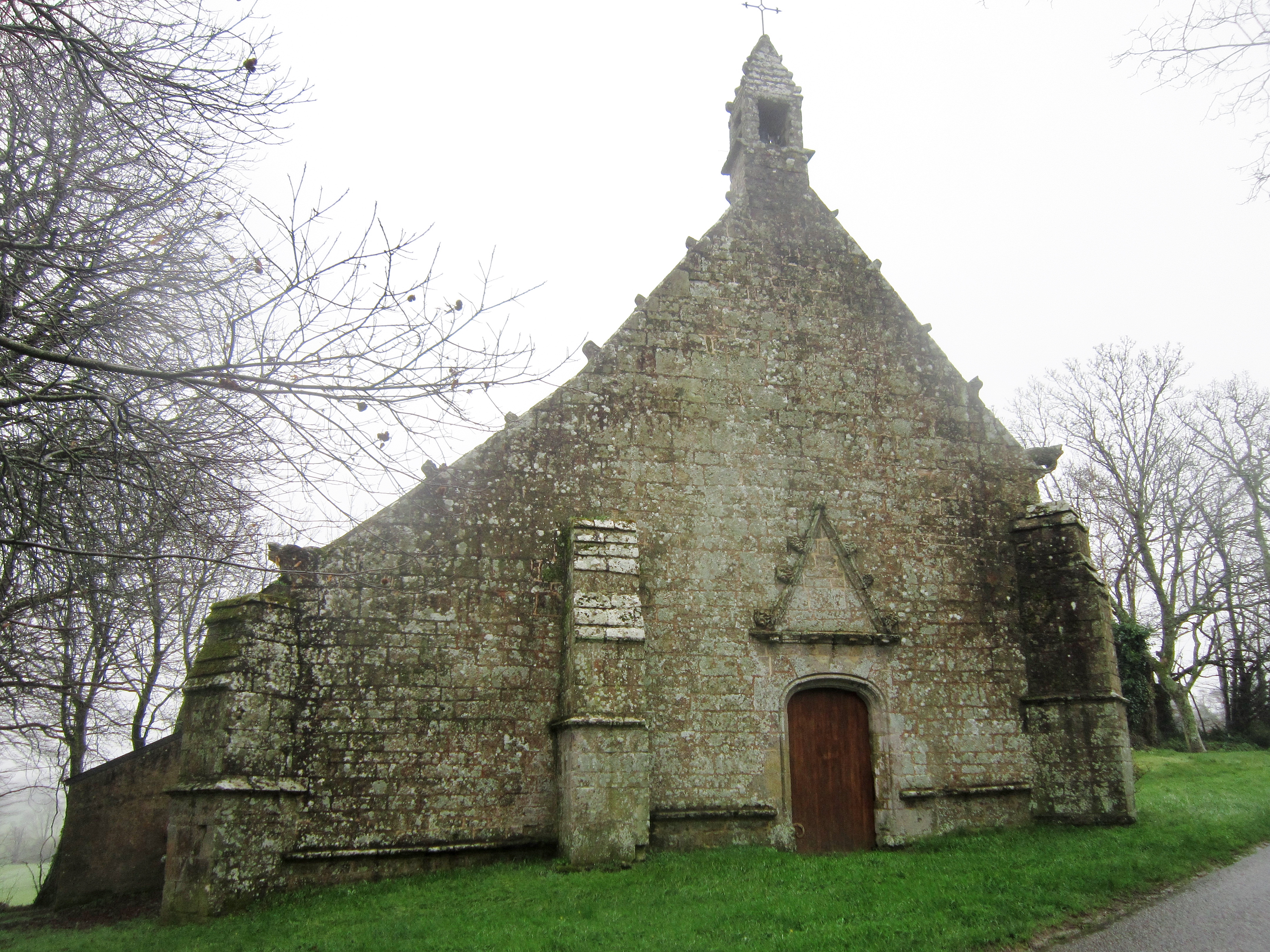
Chapelle Notre-Dame-de-Vérité : vue extérieure d'ensemble.
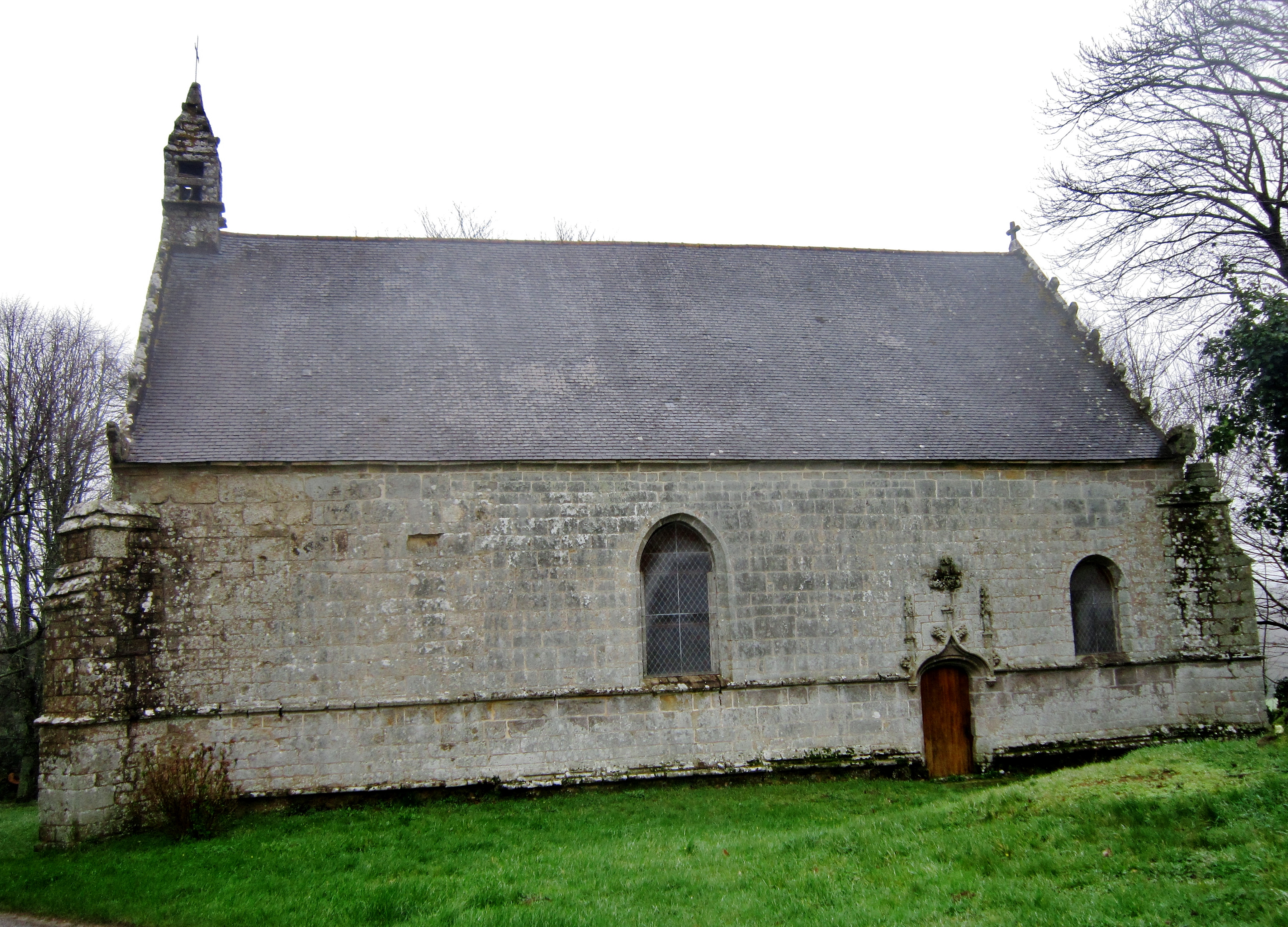
Chapelle Notre-Dame-de-Vérité : la façade.
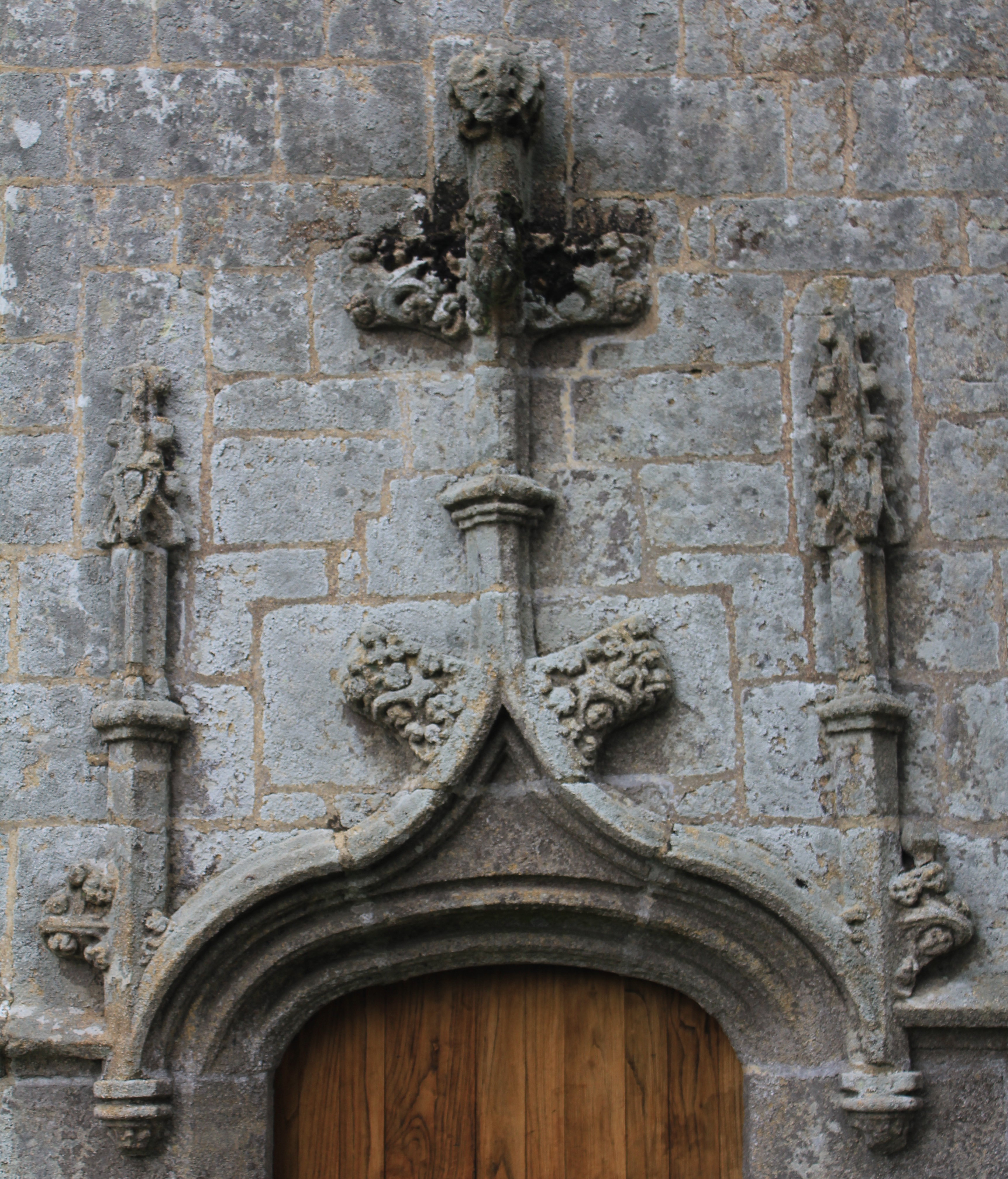
Chapelle Notre-Dame-de-Vérité : détail de la partie supérieure de la porte sud (gothique flamboyant).
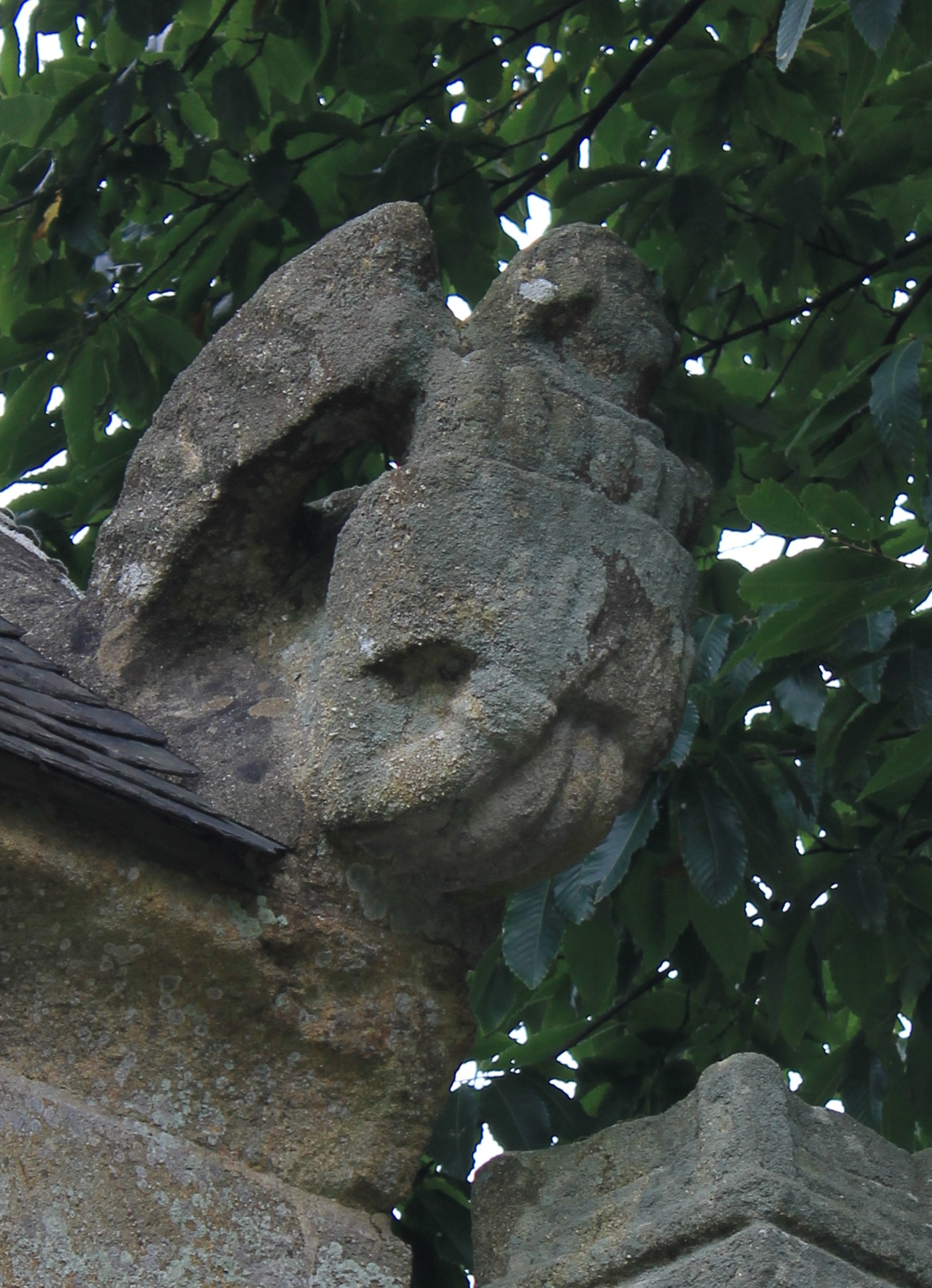
Chapelle Notre-Dame-de-Vérité : gargouille sud-est en forme d'ange.

- le calvaire du Scouhel : élevé en 1504 au hameau du Scouhel (frapper en breton) pour marquer l'endroit où s'arrêta la peste. Le fût comporte les armes des Chefdubois (de gueules au greslier d'argent, enguiché de même ; alias : à la bande chargée de trois quintefeuilles brochantes) (Penhoet en breton) sur le blason écartelé ; ainsi qu'une Vierge à l'Enfant et un Christ de Résurrection. L'Ouest-Eclair du 28 mars 1907 rapporte qu'un lorientais passant près de la croix décida de la renverser, ce qui la brisa en quatre morceaux. La croix fut détruite au Scouhel par les bombardements allemands car en bordure du Scorff, elle se situait dans le périmètre des tirs allemands de Lorient vers Caudan ;

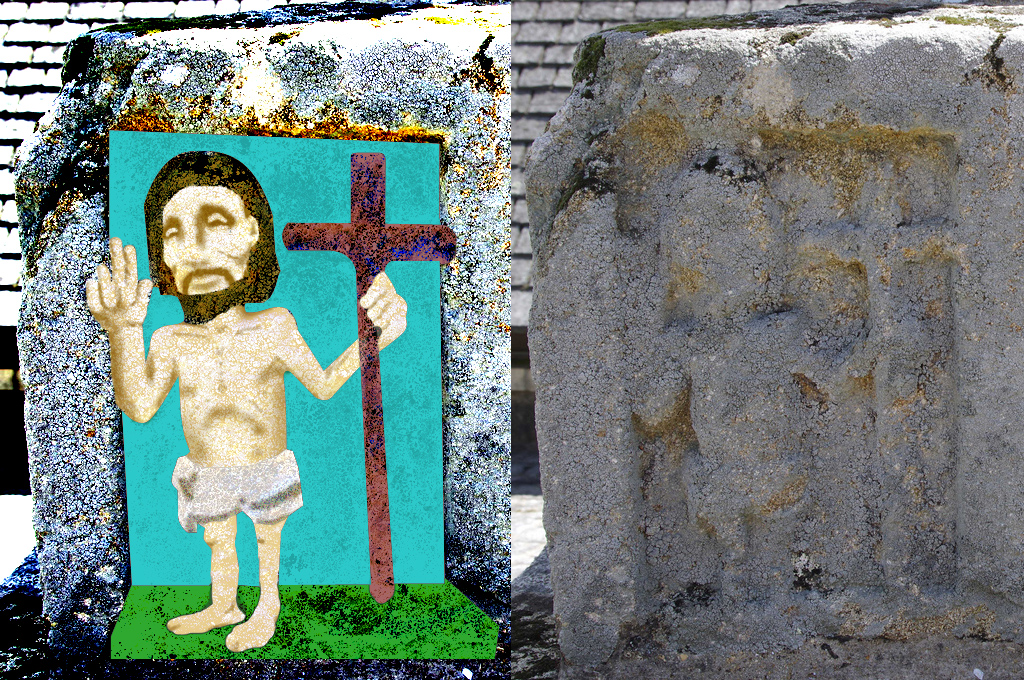
Détail colorisé de la base de la croix du Scouhel ; Calvaire rue de la Libération.

- la fontaine de Trescoët, située près du lieu-dit "Le petit Moustoir" ;

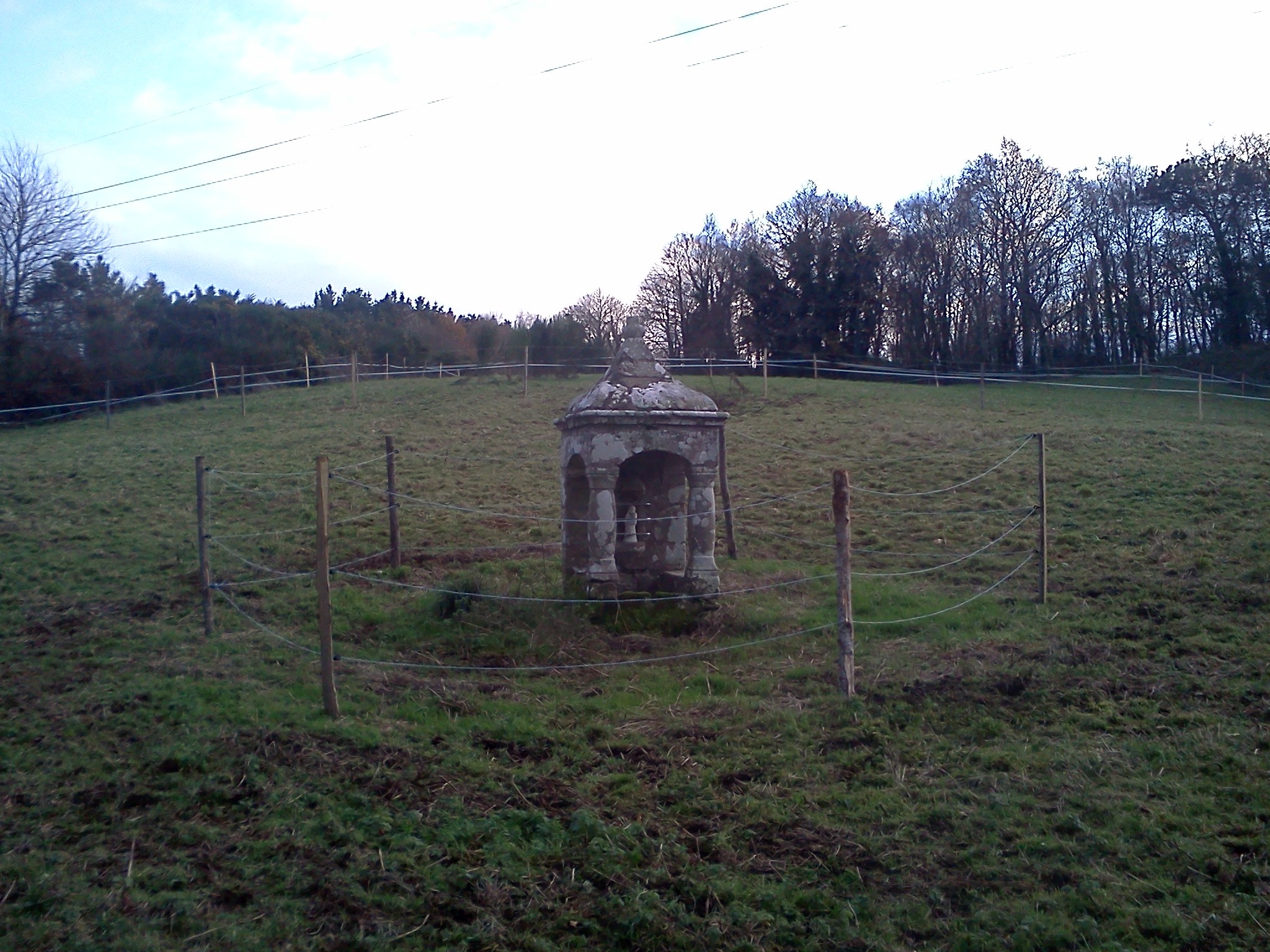
La fontaine de Trescoët.

- Menhir de la reddition rue du 10 mai 1945 « Ici le 10 mai 1945 à 16 heures, le général Fahrmbacher de la Wehrmacht, commandant les troupes allemandes de Lorient, a rendu ses armes au général Kramer, commandant la 66e D.I.U.S., et au général Borgnis-Desbordes, commandant la 19e D.I. et les forces françaises du Morbihan » (inscription gravée sur la plaque).
- le château de Bois-Joly date du XVIIIe siècle, il est inscrit au titre des monuments historiques par arrêté du 20 août 2007[112] ;
- le manoir de Keraud (XVIe siècle) appartenant d'abord aux seigneurs du Pou (d'argent au lion de sable armé, lampassé et couronné d’or) sur leurs terres de Saint-Caradec-Hennebont . Il est inscrit à l'inventaire général du patrimoine culturel[113] ;
- Manoir de Kerguen (début XVIe siècle), ancien siège de la seigneurie de Villeblanche dépendant de la paroisse de Saint-Caradec-Hennebont. Possède une chapelle privée en partie détruite et remaniée. Il est inscrit à l'inventaire général du patrimoine culturel[114] ;
- Chapelle Saint-Gwenhael (ou Saint-Guénaël), chapelle romane du XIe siècle, restaurée aux XVe et XXe siècles. Elle fut fondée au VIe siècle par Saint Gildas. Le culte était surtout suivi par les marins (territoire actuel de Lanester).
- le château du Diable ou manoir de Pendreff, il est inscrit à l'inventaire général du patrimoine culturel[115] (Pendreff = le début « géographique » de la trève (subdivision territoriale d'une paroisse, quartier rassemblant plusieurs fermes), le « ff » appartient à la graphie du moyen-breton) (XVe – XVIIIe siècles) ;
- les manoirs de Boisjoli, Saint-Nudec, Scouhel, Kerguizien, Kerhel, Kersever, Kerdronquis, Keryanigo, Kerveno, Kermen et lieux nobles de Kerhustantin, Kerblais et Locoyarne le Dorze.

### Jumelages
Caudan est jumelée avec  Preist (Allemagne) depuis 1993. Cette commune fait partie de la communauté d'agglomération de Speicher.
En mai 1993 une charte d'amitié est signée à Caudan par les deux maires respectifs, Joseph Le Ravallec et Norbert Schrëder. Une grande fête est organisée pour l'occasion en présence de nombreux Caudanais et d'une quarantaine d'allemands dont une majorité de jeunes accueillis dans des familles ayant répondu à l'appel de la municipalité.
En 1994, deux menhirs sont érigés à l'entrée de Preist pour symboliser cette union en présence d'une trentaine de Caudanais.
Le comité de jumelage de la ville de Caudan a été créé en mars 1995, Rolande Morvan en était la première présidente (1995-2001), elle a été élue en 2001 adjointe à la culture et communication et réélue en mars 2008. Elle est présidente d'honneur, membre de droit au sein du comité de Jumelage.
En mai 2004, le jumelage s'est étendu au district de Speicher (8 000 habitants) et une nouvelle charte a été signée par les neuf maires des communes dont Peter Schilling, maire de Preist (800 habitants) et par Gérard Falquerho, maire de Caudan (7 000 habitants) en présence de Christine Le Dorze, présidente du comité de Jumelage de Caudan (2001 à 2008) et des membres du comité de jumelage nouvellement créé en Allemagne pour l'occasion. Norbert Schroëder, maire de Preist signataire de la 1re charte en 1993, devient le 1er président. En mai 2008, Marianne Puren est élue présidente.
Les échanges se font chaque année (année paire déplacement dans le district de Speicher et année impaire accueil des amis allemands à Caudan).

## Personnalités

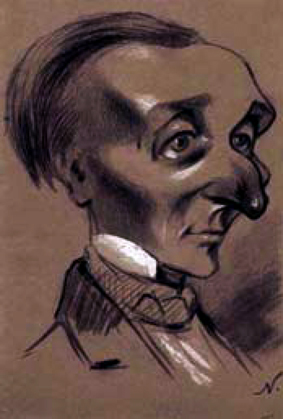
Caricature d'Étienne Enault par Nadar pour le Panthéon.

- Étienne Énault (1816-1883), auteur oublié de romans et nouvelles, dont Les Mystères de la conscience (1861), Le Lac des cygnes. Danielle. (1864), L'Enfant trouvé (1876), Les Jeunes filles de Paris (1873 et 1884). Il situe au Nelhouët l'intrigue de son roman Comme on aime publié en 1876[116] :

« Le Nélhouët n'est pas un de ces vieux châteaux, sombres forteresses perdues au fond des châtaigneraies, comme la Bretagne en possède un grand nombre ; c'est au contraire une villa toute moderne, gracieusement posée sur l'un des plateaux du Scorff, à deux lieues environ de Lorient; de fraîches prairies s'étendent à ses pieds, des bois en miniature lui font un délicieux ombrage à peu de distance. On se croirait là dans les belles campagnes de la Seine, au milieu de l'élégante villégiature parisienne, si le paysan bas breton, avec son grand chapeau de feutre et ses larges bragoubras, ne rappelait le Morbihan. »

- François Nicolas Guy Napoléon Faverot de Kerbrech, auteur de nombreux ouvrages sur l'équitation et l'art d'atteler, fils de François Jacques Guy Faverot de Kerbrech, général de brigade, maréchal de camp, commandeur de l'ordre impérial de la Légion d'honneur (1821), chevalier de l'ordre royal et militaire de Saint-Louis, grand croix de l'ordre royal et militaire de Saint-Ferdinand d'Espagne, chevalier de l'ordre des Deux-Siciles, propriétaire du château du Nelhouët à Caudan. Cette famille porte coupé au 1 d'or au chevron de gueules accompagné en chef de deux têtes de cheval de sable et en pointe d'une épée d'azur en pal ; au 2 de sinople à deux sabres croisés en sautoir d'argent.
- Paul Guieysse, homme politique, député du Morbihan à partir de 1890, puis ministre des colonies en 1895. Petit-fils de Pierre Guieysse, capitaine de frégate et chevalier de la Légion d'honneur. Il a vécu au château de Kervéléan à Caudan (aujourd'hui Lanester).
- Charles Koechlin trouva refuge à plusieurs reprises entre juin 1940 et novembre 1942, à la suite du bombardement de Paris et de l'occupation allemande, à Kervéléan à l'invitation de Jules Guieysse, son premier biographe et ami. Pour fêter son arrivée pour son premier séjour, le 17 juin 1940, il compose Les Chants de Kervéléan entre le 19 et le 21 juin. Les accompagnements sont ajoutés en mai 1944. Il compose en 1945 un Adagio pour orgue (pour le mariage de Soizic Guieysse) et en 1950 un Adagio pour orgue (pour le mariage de Colette Guieysse). Il y compose également Quinze Duos (Souvenirs de Bretagne) pour deux clarinettes.
- Jean-Marie Leissen, né le 4 mars 1856 à Caudan (Morbihan), décédé en 1942 à Paimpol (Côtes du Nord), est un commissaire de la marine, défenseur des pêcheurs d'Islande.
- Loeiz Herrieu (Barde et linguiste, 1879 Cosquer-Penhoet, Caudan - 1953 Auray) paysan du Morbihan, il rentre dans le mouvement breton en 1900. Collecteur de chants traditionnels dans la région du Scorff, il crée en 1905 le journal breton Dihunamb qui paraît jusqu'en 1944. En 1906, secrétaire de l'Union régionaliste bretonne, il fonde Le Réveil breton avec son ami André Mellac et devient Barh Labourer au Gorsedd des bardes. Il édite un supplément au dictionnaire du vannetais, donne des cours de breton et défend la langue bretonne unifiée.
- Hélène Rouxel (Sulniac, 1897 - Sainte-Anne d'Auray, 1978). Le matin même de ses vœux, comme religieuse de la congrégation des Filles du Saint-Esprit, elle est nommée à Caudan où elle restera durant 52 ans. En 1941, elle entre au conseil municipal où elle doit siéger pendant 30 ans. Elle participe au Bureau d'aide sociale, parcourt les chemins creux à pied ou en carriole, apporte dans les coins les plus reculés les médicaments et les soins aux malades. Pendant l'Occupation, les bombardements de Lorient et la bataille de la poche de Lorient, elle se dévoue sans compter. La nation reconnaît ses éminents services : le 23 avril 1950, elle reçoit des mains du président de la République, Vincent Auriol, la croix de chevalier de la Légion d'honneur.
- Denise Court (née Perigault, janvier 1918 - 25 décembre 2011), fille de l'industriel Jean Perigault natif de Saint-Caradec-Trégomel négociant en bois ayant créé la Scierie Perigault (fermée en 1987) près du pont Saint-Christophe à Lanester, à l'origine des baraques en bois de la région lorientaise d'après-guerre. Après la guerre, elle est adjointe de Raymond Marcellin de 1959 à 1965 puis 1re vice-présidente honoraire du Conseil Général du Morbihan chargée de l'action sociale jusqu'en 1990, sous l'étiquette RI puis UDF. Présidente de la Croix Rouge lorientaise de 1953 à 1985. Elle est commandeur de la Légion d'honneur depuis 1995. Conseillère générale de Lorient-centre de 1957 à 1993. Présidente du conseil d'administration de l'hôpital Charcot pendant plus de 25 ans. Elle participe à l'ouverture de Ker Héol en septembre 1992, premier maillon d'un réseau de prise en charge des personnes autistes dans la région lorientaise. En 2007, elle est auteure d'un récit autobiographique en auto-édition : La Dame du Morbihan. Dans son mémoire, Conduite du changement en matière de gouvernance et de dirigeance associative au sein de la Sauvegarde 56[117], Jean Lavoué détaille l'implication de Denise Court dans la présidence de l'association Sauvegarde 56. Elle possédait à Caudan le domaine familial de Manécourt à Lan Er Groez.